# Géants de Mont-Prama
Vous lisez un « article de qualité » labellisé en 2014.
Les géants de Mont-Prama (en italien : Giganti di Mont'e Prama ; en sarde : Zigàntes de Mònt'e Pràma) sont des statues en pierre calcaire remontant à la période de l'histoire sarde dite de la culture nuragique.
Découverts en 1974 par un agriculteur dans l'ouest de la Sardaigne, les fragments des statues ont été exhumés dans la localité de Mont'e Prama, sur le territoire de la commune de Cabras, dans la péninsule du Sinis une région de la province d'Oristano. D'une hauteur de 2 mètres à 2,5 mètres, elles auraient été taillées au plus tôt vers le Xe siècle av. J.-C., même si cette datation fait débat, en particulier du fait de l'imprécision des premières fouilles. Les circonstances de leur destruction ne sont pas éclaircies et sont parfois mises en relation avec la prise de contrôle de la Sardaigne par les Carthaginois.
Quatre campagnes de fouilles archéologiques, effectuées entre 1975 et 1979, sous la direction des archéologues Giovanni Lilliu et Enrico Atzeni, ont permis de mettre au jour plus de 5 000 fragments qui ont été entreposés pendant trente ans au musée archéologique national de Cagliari. Leur restauration a commencé en 2005, et la conception de structures propres à chaque œuvre a permis d'en reconstituer un certain nombre, les pièces ayant été classées par types : pugilistes, guerriers, archers. En outre, les fouilles ont permis de découvrir des maquettes des plus importantes structures architecturales de cette civilisation : des nuraghes et des bétyles.

## Géographie et toponymie

### Lieu de la découverte

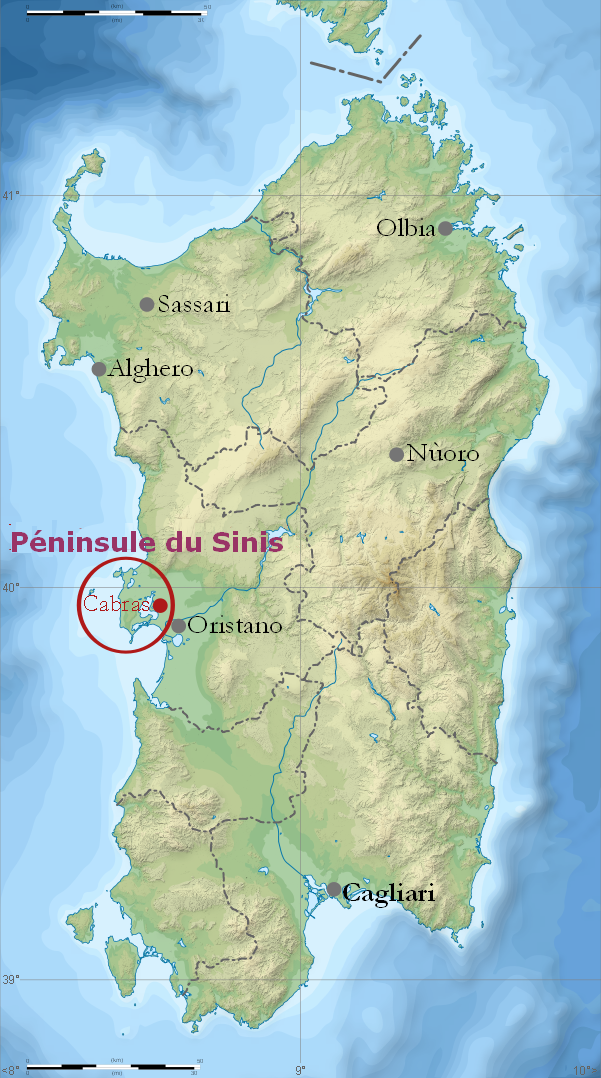
Emplacement de la Péninsule du Sinis (Sardaigne centre-occidentale).

La plupart des sculptures ont été découvertes dans la nécropole mise au jour dans la localité de Mont-Prama, située sur un relief de faible altitude (50 m) en position stratégique au centre de la région de Sinis ; cette vaste péninsule du Sinis s'étend au nord du golfe d'Oristano, entre la mer de Sardaigne et l'étang de Cabras. La péninsule a été longtemps recouverte par une végétation de palmes naines, d'où le nom du lieu : prama signifie « palme » en langue sarde.
Seul un autre fragment sculptural, une tête, a été retrouvé ailleurs. Elle a été découverte près du puits dénommé pozzo sacro di Banatou à Narbolia, à environ 2 km des nuraghes S'Uraki, peu distants de la nécropole. Au même lieu ont été dégagées d'autres pièces archéologiques en céramique aussi bien puniques que nuragiques,,.
L'emplacement des nombreux fragments à Mont-Prama et de l'unique fragment à Narbolia fait penser que les statues étaient érigées soit près de la nécropole, soit ailleurs dans le Sinis.
Le Sinis a été fréquenté dès la fin du Néolithique, comme l'atteste l'important site archéologique de Cuccuru s'Arriu, bien connu pour sa nécropole du Néolithique moyen, dont chaque tombe est agrémentée d'une idole de sexe féminin en style volumétrique. On a trouvé au Sinis la trace de toutes les cultures qui se sont succédé sur l'île au cours des millénaires suivant le Néolithique. Parmi celles-ci, on relève la présence de la culture campaniforme dont la trace est repérable à d'autres endroits en Sardaigne, et qui précède la culture de Bonnanaro. Cette dernière culture a abouti à la culture nuragique.
La situation géographique de la péninsule est privilégiée et les nombreuses installations en attestent : avec la ville de Tharros, la péninsule du Sinis a été dans l'antiquité une tête de pont pour les routes vers les îles Baléares et la péninsule Ibérique, et a entretenu de tout temps des relations étroites avec la Sardaigne. Dans l'archipel des Baléares se trouvait la civilisation talayotique, qui par divers aspects est similaire à la culture nuragique et torréenne.
Le Sinis est aussi favorisé par la proximité du massif d'origine volcanique du Montiferru, où se trouvaient des mines de fer et de cuivre, contrôlées par de nombreux nuraghes.
Une statue semblable à celle du Sinis a été retrouvée en Sardaigne méridionale à San Giovanni Suergiu, dans le Sulcis.

### Toponyme
La localité dans laquelle est située la nécropole est connue sous le toponyme « M. Prama » sur les plans cadastraux de la commune de Cabras, et sur les cartes à l'échelle 1:25000 de l'Istituto Geografico Militare au folio 216 N.E. La lettre « M » de la légende cartographique peut avoir diverses interprétations, parmi lesquelles Mont'e, Monti, Monte, Montiju, termes qui sont encore en usage en langue sarde.
Par le passé, l'usage d'un tel toponyme indiquant la présence sur place de palmes naines a été documenté. Le théologien et écrivain Salvatore Vidal, dans son œuvre Clypeus Aureus excellentiae calaritanae (1641), parlant du Sinis, utilise le toponyme Montigu de Prama,. En 1700, le frère mineur Antonio Felice Mattei écrit une historiographie du diocèse et des évêques sardes et, parlant de la localité du Sinis, il indique Montigu Palma.

## Histoire
« Les mêmes gens qui ont pu projeter et construire un nuraghe complexe, duquel la tour centrale culmine entre 27 et 30 m de hauteur, qui ont construit des embarcations, planifié des voyages au long cours et rencontré des populations contemporaines de même niveau culturel dans les ports de la Méditerranée, depuis la Sicile jusqu'à la Crète et Chypre où l'on retrouve des traces de leur passage, qui ont assimilé des technologies complexes comme la métallurgie, grâce à laquelle ils ont d'abord imité puis réalisé des modèles originaux parvenant à atteindre la qualité et parfois même à surpasser les maîtres, se caractérisent par une vaste connaissance qui englobe l'architecture, la sculpture et de nombreuses autres entreprises pour lesquelles il nous appartient de retracer pour chacune les fondements, caractéristiques et évolutions. »

— Fulvia Lo Schiavo, 2011
Selon les hypothèses, la datation des « Kolossoi », nom attribué aux statues par l'archéologue Giovanni Lilliu, se situe entre le VIIIe siècle av. J.-C. et le IXe siècle av. J.-C. ou pourrait même dater du Xe siècle av. J.-C., hypothèse qui ferait d'elles les plus anciennes statues à ronde-bosse du bassin méditerranéen après les sculptures égyptiennes, puisque leur réalisation serait antérieure aux kouros de la Grèce antique.

### Histoire des statues prénuragiques en Sardaigne

Diverses sculptures prénuragiques
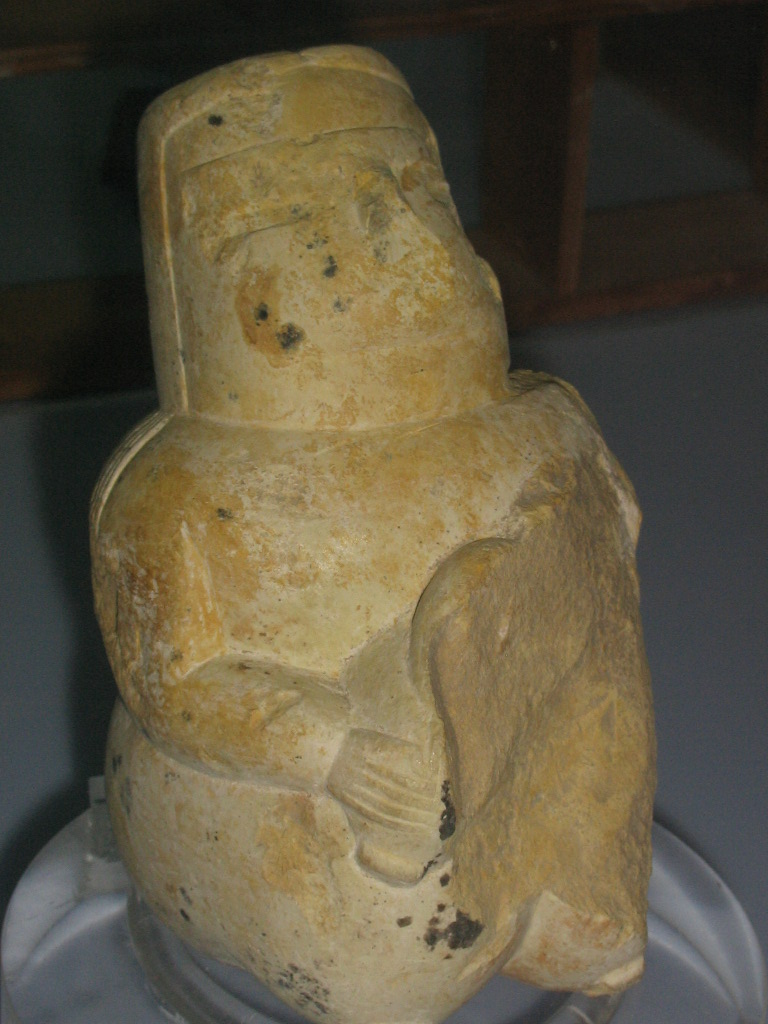
Idole avec enfant, style volumétrique de la culture Bonu Ighinu, 5000-4500 av. J.-C. Conservée au musée de Perfugas.
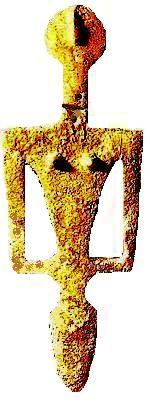
Idole infernale, style géométrique de la culture d'Ozieri, 4200-3500 av. J.-C. Conservée au musée archéologique et ethnographique G.A. Sanna.
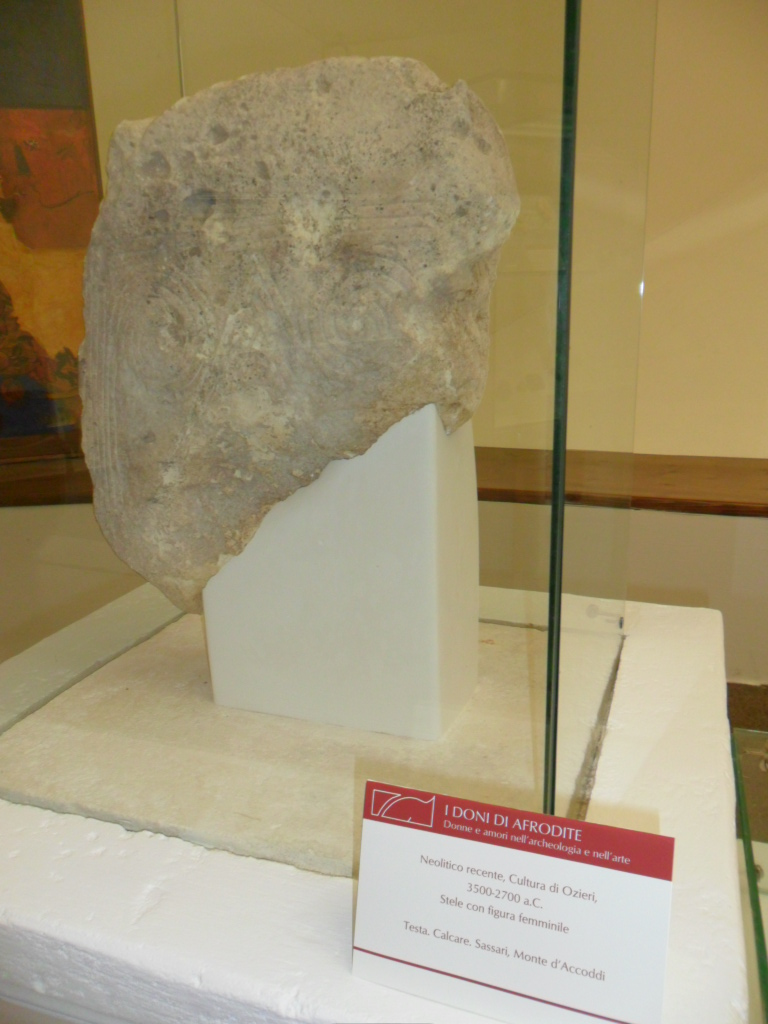
Statue de la divinité de mont d'Accoddi de la culture d'Abealzu-Filigosa, 2700-2000 av. J.-C. Conservée au musée archéologique et ethnographique G.A. Sanna.
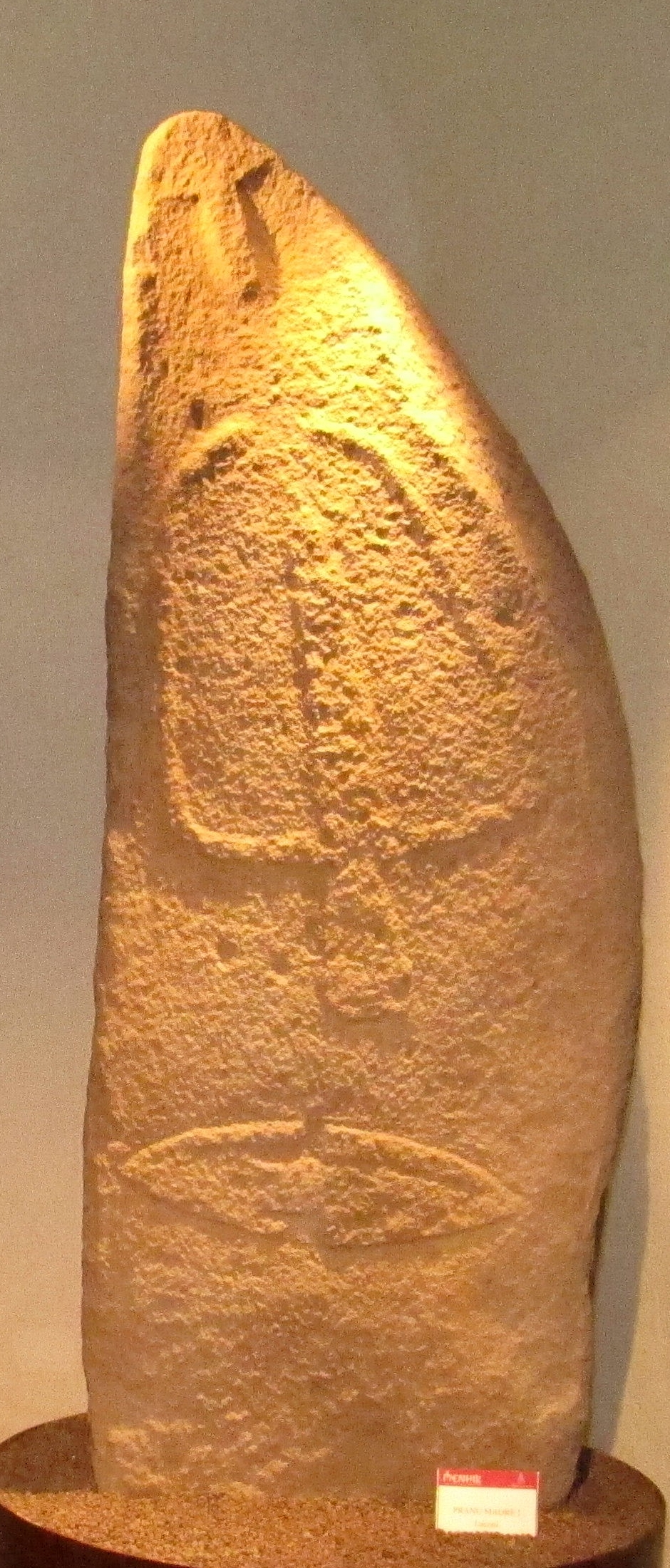
Statue (masculine) menhir Laconi de la culture d'Abealzu-Filigosa, 2700-2000 av. J.-C.

« Nous sommes les descendants des antiques héros qui sont étendus dans les grandes tombes et qui ont construit les nuraghes, et leurs vertus sont aussi les nôtres. Ici sont nos aïeux, puissants, courageux, protégés par la divinité. Cette terre est la nôtre. »

— Carlo Tronchetti, Le tombe e gli eroi
L'art de la sculpture en Sardaigne est très ancien. Un des exemples le plus antique est la Vénus de Macomer de style « non finito » (inachevé) ; malgré son ancienneté incontestée, sa datation demeure problématique au vu des énormes différences d'appréciations entre les archéologues : la statuette est datée de 3 750-3300 av. J.-C. par l'archéologue Giovanni Lilliu qui s'est basé sur des analogies avec les Vénus paléolithiques, tandis que pour l'archéologue Enrico Atzeni sa réalisation remonterait au Néolithique ancien (−6 000 à −5 300 ans). Des études menées à la fin des années 1990 rapprochent l'appartenance de la petite statue à la famille des Vénus paléolithiques et la situent encore plus loin dans le passé, vers le Paléolithique supérieur (−35 000 à −10 000 ans) ou au Mésolithique (entre −10 000 et −5 000 ans) sans pouvoir plus en préciser la période.
Les nombreuses idoles de style géometrico-volumétrique produites par la culture d'Ozieri, parmi lesquelles figure l'idole de Perfugas représentant une déesse allaitant son enfant, sont aussi très anciennes et toujours proches de l'iconographie de la déesse mère. Ce type de symbolique est repris par la culture nuragique avec les pietà. Succédant aux déesses « volumétriques », mais appartenant toujours à la période néolithique, les idoles de style géométrique plan pourraient représenter la même déesse néolithique dans son aspect « d’outre-tombe » étant donné que les idoles appartenant à ce style ont été retrouvées dans des tombeaux.
Les recherches entreprises après la découverte fortuite de l'autel préhistorique du mont d'Accoddi révèlent que, contemporainement à la production de petites statues de style géométrique, il a existé en Sardaigne un art statuaire de grande taille confirmé par les exemples de stèles et de menhirs du temple d'Accoddi. À côté de la rampe qui conduit au sommet, les fouilles ont mis en évidence un grand menhir, d'autres étant positionnés dans les alentours. Un visage sculpté avec des motifs en spirale appartenant probablement à une statue stèle de divinité remonte à la première phase du site appelée del tempio rosso (du temple rouge) ; une stèle en granit avec une figure féminine en relief est attribuée à la seconde phase dite del grande tempio (du grand temple).
Toujours pendant la période prénuragique, au Chalcolithique, des stèles du type Laconi, attribuées à la culture d'Abealzu-Filigosa, ont été produites en grand nombre. Ces stèles, caractérisées par un schéma uniforme, reproduisent par stylisation un visage humain en forme de « T » et en dessous un double poignard en relief,.
À la suite de l'établissement sur l'île de la culture de Bonnanaro (vers 1800-1500 av. J.-C.) , la tradition des statues stèles semble cesser sur cette zone, alors qu'elle perdure jusqu'à l'an 1200 av. J.-C. dans le faciès de la culture torréenne, une civilisation qui s'est développée en Corse, dans la région située au sud d'Ajaccio, avec les guerriers représentés dans les sculptures de Filitosa.

### Du bétyle aniconique à la sculpture figurée nuragique

Exemples de production de la culture torreana
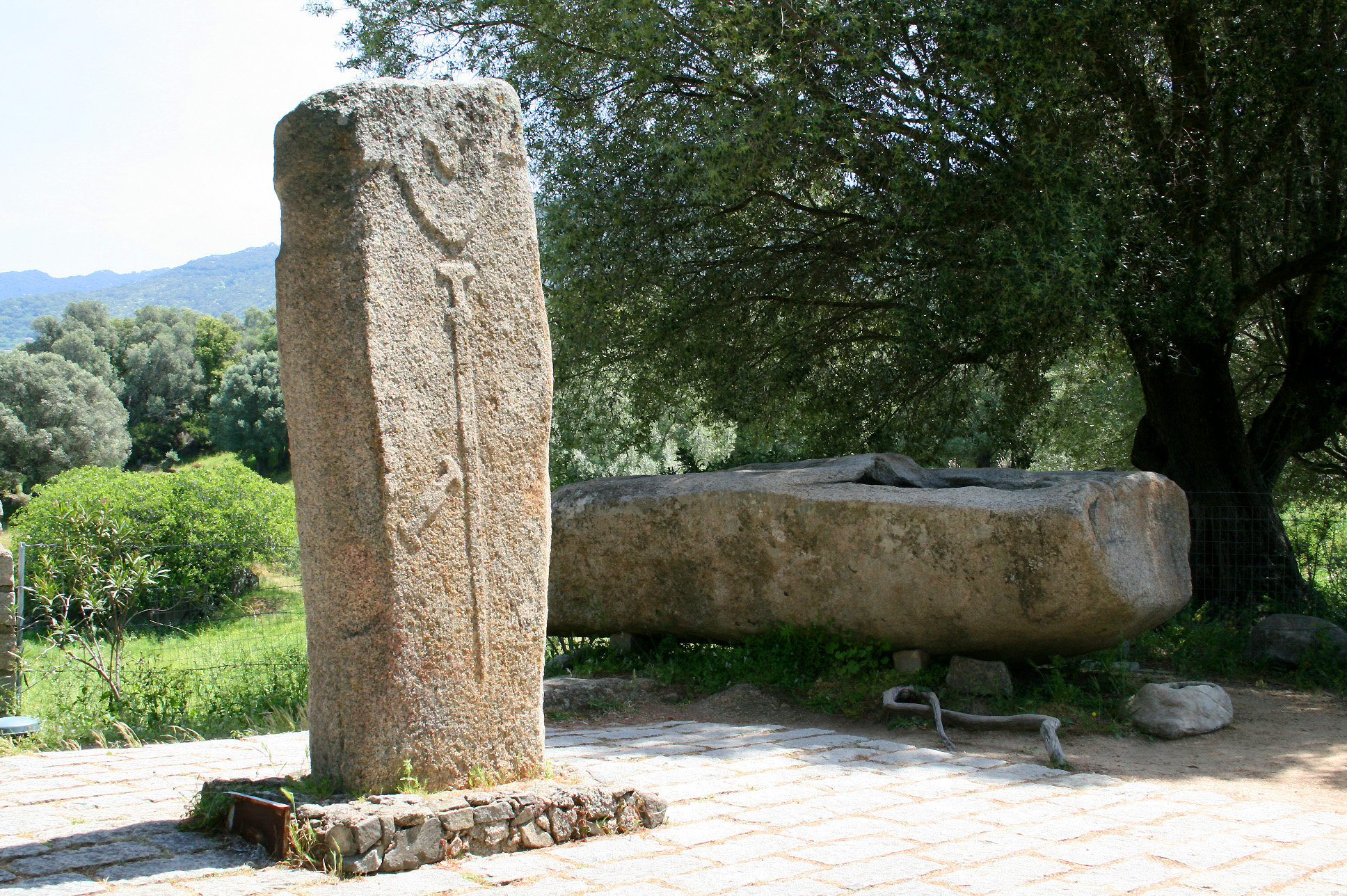
Statue stèle Filitosa V. Sculpture en relief de type armé, 1200 av. J.-C.
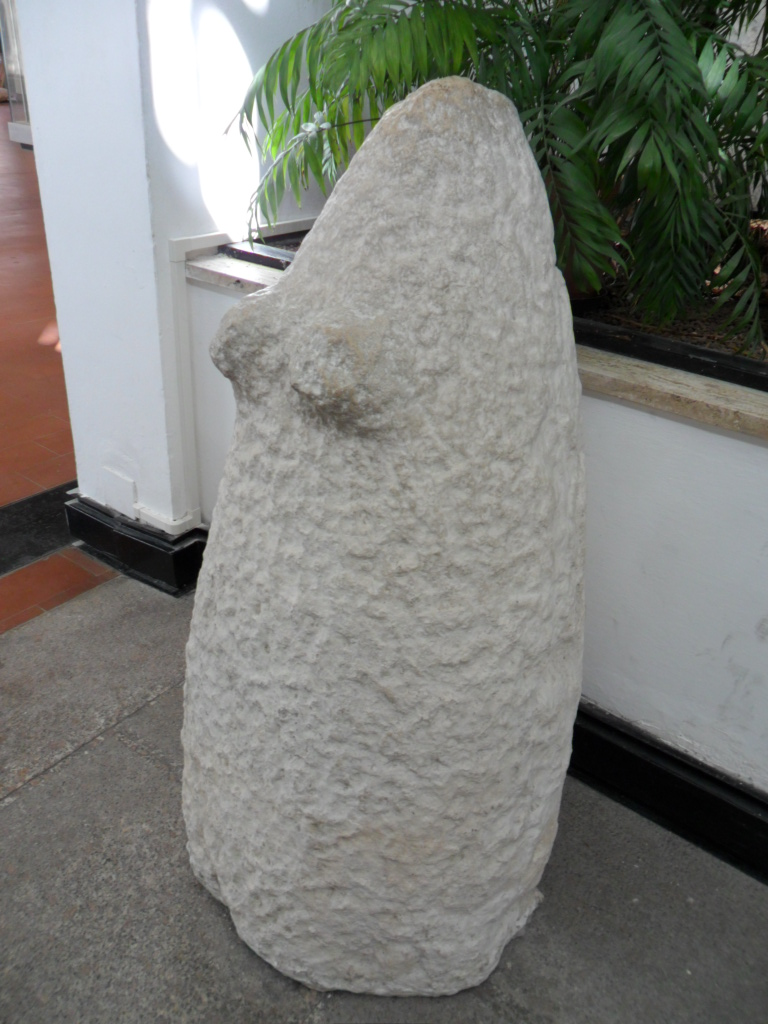
Bétyle avec seins, sculpture en relief, 1600 av. J.-C. Conservée au musée Sanna.
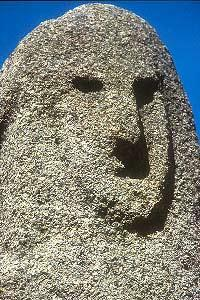
Visage en relief d'une statue menhir. Filitosa IX
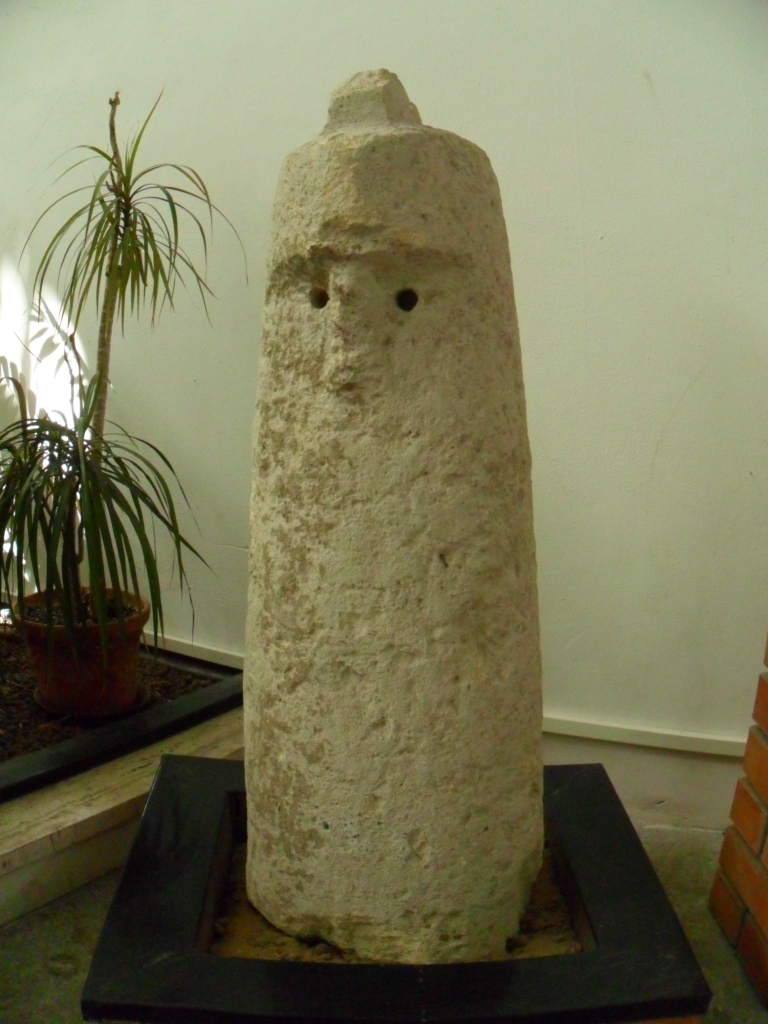
Statue bétyle, guerrier coiffé d'un heaume avec crête de source nuragique, Viddalba. Conservée au musée Sanna.
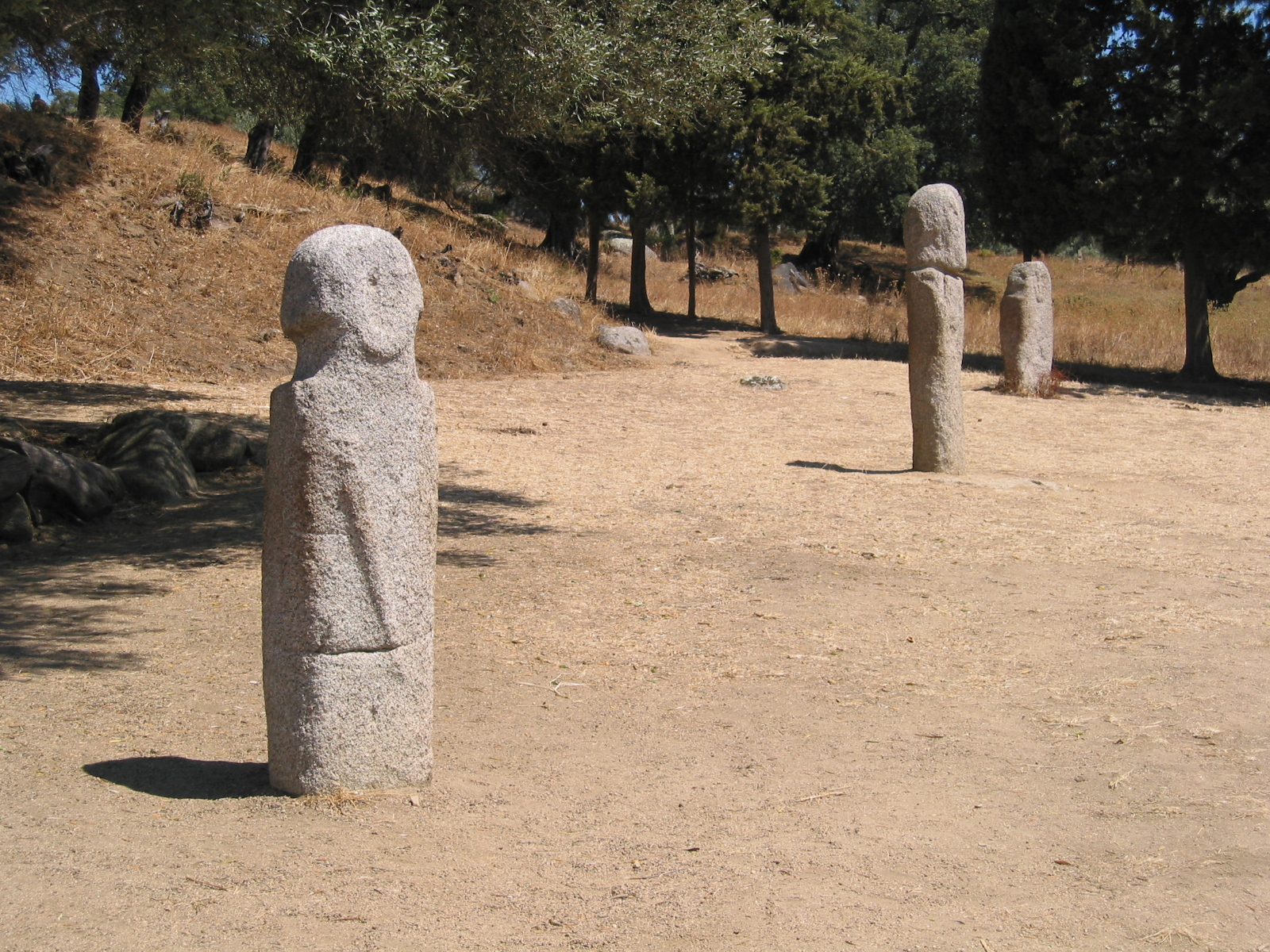
Statues menhirs qui représentent des guerriers avec une épée. Filitosa.

À l'âge du bronze, aussi bien en Sardaigne qu'en Corse, s'affirme l’épicampaniforme, qui constitue une des dernières expressions de la culture campaniforme. De celle-là naît la culture nuragique avec des lignes de développement architectural et culturel présentes aussi en Corse du sud, de façon telle que le faciès nuragique gallurese présente un développement synchrone avec la culture torréenne,,.
Toutefois, tandis que la tradition architecturale des îles du centre-ouest de la mer Méditerranée constitue la preuve de l'existence d'étroits rapports entre elles, la tradition sculpturale commence à se diversifier. La Sardaigne de l'Âge du bronze abandonne la tradition des statues stèles énéolithiques tandis qu’en Corse se perpétue la tradition des menhirs et, pendant les phases moyennes et terminales de l'âge du bronze, des statues stèles torréanes.
Pendant la période du bronze moyen, l'affirmation en Sardaigne et en Corse des sculptures en relief et à martellina constitue une étape intermédiaire du processus évolutif : en Sardaigne, des bétyles sont sculptés en relief avec des attributs sexuels masculins et féminins, tandis qu'en Corse, grâce à la présence probable d'outils en métal, la sculpture en relief est appliquée d'abord aux menhirs. Entre 1600 et 1250 av. J.-C. en Sardaigne comme en Corse, il n'existe pas de statuaire véritablement anthropomorphe mais des attributs sexuels et des armes sont représentés en relief.

« Pour nous, la sculpture en relief sur une statue ne peut être faite qu'avec des outils en métal et l'émergence de ce mode de sculpture sur statues se situerait au Bronze moyen de la Corse (notamment les longues épées représentées sur les stèles non anthropomorphes). La perduration des statues jusqu'au Bronze final, voire au début de l'âge du fer, se traduit nécessairement par les représentations d'armes différentes. »

— François De Lanfranchi, Mégalithisme et façonnage des roches destinées à être plantées

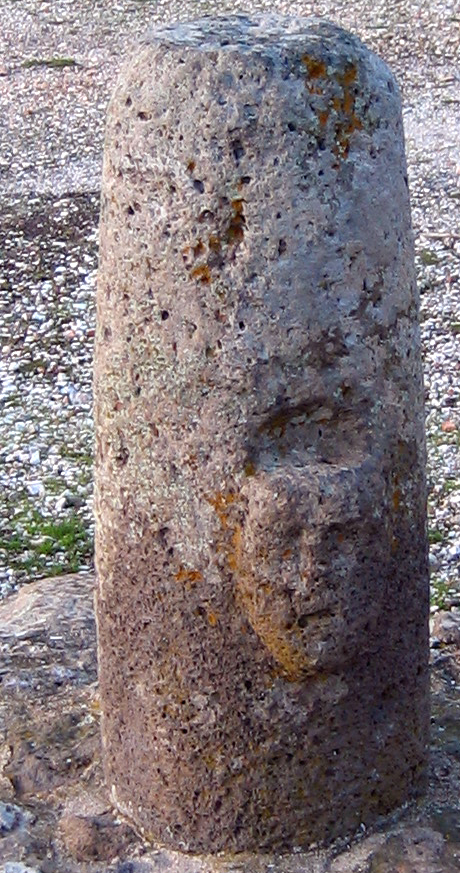
Bétyle avec visage en relief. San Pietro di Golgo, Baunei.

L’évolution de la technique de la sculpture en relief en Sardaigne, après le statuaire énéolithique, a mené à la représentation de visages humains en relief, comme notamment le bétyle de San Pietro de Golgo, près de Baunei,.

« Sur un des cinq bétyles tronconiques de la tombe des géants de Nurachi-Sédilo (hauteur 1,40 m à 1,43 m, diamètre à la base de 83 et 87 cm, supérieur de 51 à 58 cm) se trouvent deux lignes gravées horizontales superposées : elles incluaient probablement un visage humain peint. Moins obscur, un bétyle de San Pietro di Golgo-Baunei [...], haut de 1,21 m. À 36 cm en dessous de la sommité plate, se trouve un visage anthropomorphe avec les traits physionomiques principaux : les yeux, le nez et la bouche. Le contour souple s'estompe au fond de la pierre. L'aniconique fait une concession à l'iconique limité à sème pure. Cela ressemble à un masque appliqué sur un pilastre : une « tête coupée », anormale, dans sa position médiane par rapport à celle du haut, normale des statues menhir. La tête suggère la comparaison avec les protomés anthropomorphes relevées sur le fût tronconique de l'enseigne liturgique en bronze de Santa Maria di Tergu, datant environ du VIIIe siècle av. J.-C. Le visage, bien que restant indéterminé, accentue la tendance vers la représentation humaine. Et, dans la longue tradition de la religion aniconique et de l'art qui lui succède, cela peut indiquer un certain changement, qui va au-delà de la présence purement magique, connecté à l'histoire de l'esprit survenu au cours de la fin du IIe millénaire av. J.-C. ou la première période de Ier millénaire av. J.-C., date probable du bétyle de Baunei. »

— Giovanni Lilliu, Betili e betilini nelle tombe di giganti della Sardegna, 1995
Par contre, trois statues bétyle retrouvées dans le nord de la Sardaigne, zone dans laquelle est supposée être active l'antique etnia Còrsa de culture nuragique, ne souffrent d'aucune contestation d'authenticité concernant leur origine nuragique.
Dans un premier temps, les archéologues croient qu'il s'agit de produits manufacturés puniques ou romains, tandis que ces sculptures particulières, attestés par la crête et les cavités circulaires dans lesquelles sont logées les cornes (celles-ci sont encore présentes sur la statue bétyle de Bulzi) représentent en réalité des guerriers avec heaume a bustina avec crête et cornes de type nuragique,.
Selon l'archéologue Fulvia Lo Schiavo, les sculptures du nord de la Sardaigne témoignent de l'existence d'une protostatuaire nuragique, étape intermédiaire d'une ligne d'évolution qui va des bétyles ad occhi (ou oragiana) jusqu'aux statues anthropomorphes de mont Prama, confirmant ce qui est avancé par Giovanni Lilliu, justement à partir de l'examen du bétyle de Baunei,, dans lequel l'archéologue note l'abandon de l'antique idéologie aniconique et un retour à la représentation de l'être humain :

« Ce processus se manifeste dans la représentation de l'humain par l'indication sommaire des lignes du visage ou du corps dans les bétyles coniques de Tamuli et San Costantino di Sedilo, et tronconiques de Nurachi, Perdu Pes, Solene et Oragiana, culminant par la représentation complète et détaillée de la tête dans le bétyle Baunei. Cela laisse supposer que cette progression est le fruit d'une évolution idéologique et artistique influencée par une résurgence allant du symbolisme à l'anthropomorphisme probablement stimulée par des facteurs intérieurs ou extérieurs à la Sardaigne »

— Giovanni Lilliu, Dal betilo aniconico alla statuaria nuragica, p. 1764.
 Une telle évolution incite les archéologues à penser que non seulement les commanditaires mais aussi les sculpteurs des statues de mont Prama pourraient être nuragiques.
En effet, dans la civilisation nuragique, les ouvriers capables de travailler parfaitement la pierre étaient nombreux. Pour preuve, les appareils isodomes des puits sacrés et des tombes des géants, ou encore la diffusion de la sculpture et des modèles nuragiques et de protomés d'animaux retrouvés dans de nombreux puits sacrés, dont la distribution atteste de la diffusion de la sculpture à tutto tondo dans toute la Sardaigne nuragique.

### Contexte archéologique et questionnements historiques

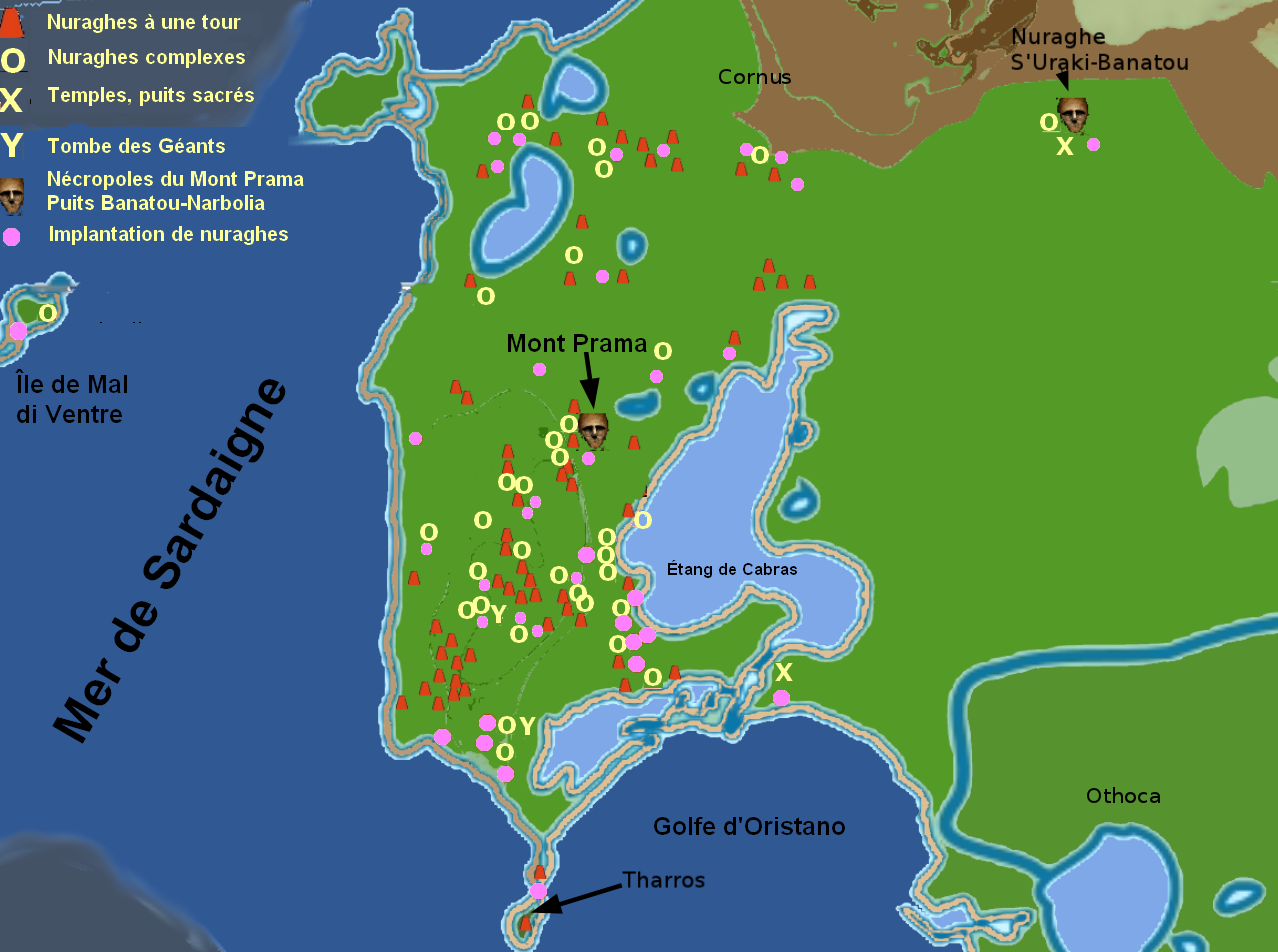
Implantation nuragique sur la péninsule du Sinis.

La période exacte de sculpture des statues est incertaine. En prenant en compte les diverses hypothèses scientifiques, celle-ci serait comprise dans le laps de temps entre le Xe et le VIIIe siècle av. J.-C., c'est-à-dire dans la période comprise entre le Bronze final et l'âge du fer. Quelle que soit la période de leur façonnage, ces sculptures sont considérées comme étant le fruit d'une période de transformation prenant son origine dans l'âge du bronze final.
Pendant cette période la péninsule du Sinis, comme tout le golfe d'Oristano, devient une importante zone économique et commerciale ; ceci est confirmé par la forte densité de monuments nuragiques dont l'existence nous est connue. On en compte au moins 106 répertoriés dans la zone, de tous les types connus, depuis les « tombes des Géants » jusqu'aux « puits sacrés » et aux « nuraghes »,,. En pleine période nuragique, ce nombre devait probablement être plus élevé, étant donné les travaux agricoles intensifs qui détruisirent de nombreux monuments tout au long des siècles.

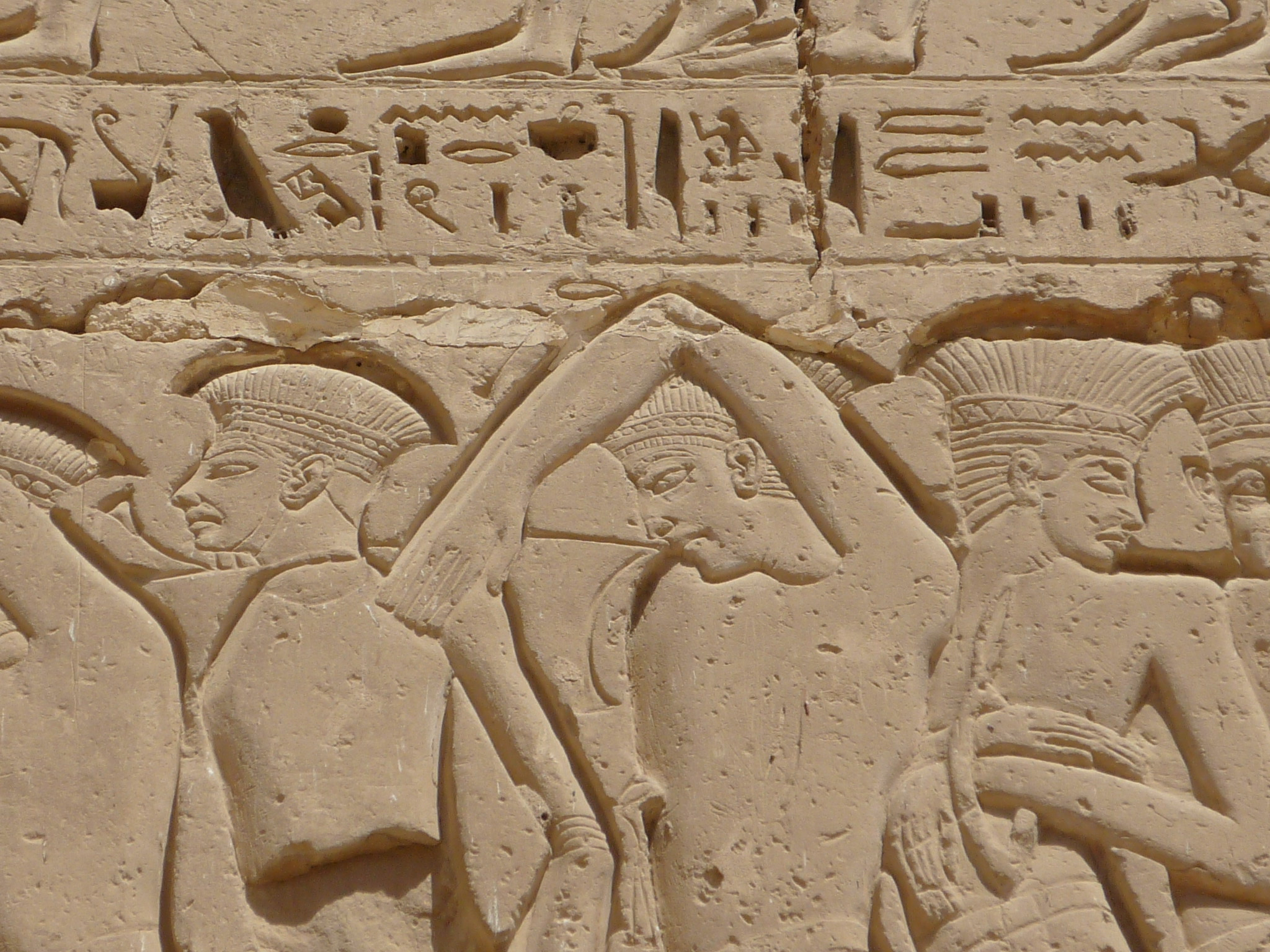
Bas relief de prisonniers philistins sur la façade sud du deuxième pylône du temple funèbre à Médinet Habou, de Ramsès III.

Au cours du XIVe siècle av. J.-C. on note pour la première fois la présence des Mycéniens, puis à partir du XIIIe siècle av. J.-C. les Philistins débarquent dans le Sinis et dans toute la Sardaigne. Néanmoins, il n'est pas exclu que les Philistins aient été présents en Sardaigne bien avant car ils utilisent des céramiques de coupe mycénienne et les rapports entre Crète et Sardaigne sont très anciens,,.
Au cours de cette période débute entre Chypre et la Sardaigne le commerce du Lingot à peau de bœuf (oxhide ingots) provenant de Chypre. Ce commerce dure pendant toute la période du Bronze final. Le Sinis est considéré comme une importante zone de production métallurgique, car sa proximité avec Montiferru est marquée par de nombreux nuraghes.
Pendant l'Âge du bronze final, la société nuragique est en phase de transformation rapide : les nuraghes ne sont plus construits, nombre d'entre eux sont abandonnés ou transformés en temples ; même les tombes de géants ne sont plus construites, néanmoins un grand nombre est toujours utilisé pendant les siècles suivants. On remarque le même phénomène pour les puits sacrés et autres lieux de culte, certains sont abandonnés, d'autres montrent encore une substantielle continuité de vie entre l'âge du bronze final et l'âge du fer.
Il n'y a aucun indice d'activité belliqueuse pendant cette période : pas d'invasions, pas de signes de guerre entre les populations nuragiques, aucune trace d'incendie.
Ces importants changements sont attribués à des facteurs d'organisation interne de la société nuragique, déterminant son évolution et son recentrage social et territorial,. Un autre facteur de changement social est l'ouverture de voies maritimes vers d'autres localités de la Méditerranée. Leur présence est relevée à Gadir, à Huelva, à Camas (El Carambolo), aux Baléares, en Étrurie, aux Lipari, Agrigente (Cannatello) et en Crète.
De plus en plus de ces signes, relevés sur une longue période allant du Bronze récent à l'âge du fer, sont constatés, soit grâce à de nouvelles découvertes, soit à la progression des études car la céramique nuragique est souvent classée dans la catégorie barbarian ware et conservée dans les dépôts des musées sans faire l'objet d'études poussées,. Cette dynamique générale va de pair avec l'étude en arrière-plan du problème de l'identification des Nuragiques avec les Shardanes, un des Peuples de la mer qui en réalité sont des mercenaires participant à de nombreux conflits contre l'Égypte antique et associés fréquemment à la Sardaigne. Les spécialistes sont encore partagés sur le fait de considérer les Shardanes comme originaire de Sardaigne ou s'ils y sont arrivés à la suite de leur défaite contre les Égyptiens.

« De la ressemblance entre les termes Shardana et Sardaigne, les scientifiques ont souvent fait l'hypothèse que les Shardana provenaient de Sardaigne. D'un autre côté, il est également possible que ce groupe se soit finalement établit en Sardaigne après leur défaite aux mains des égyptiens[...] Dans le papyrus Harris, feu Ramsès III déclare que les Shardana ont été conduits en captivité en Égypte, enfermés dans des forteresses de frontière en mon nom et qu'il les taxa tous [...] cela pourrait indiquer que les Shardana habitaient un lieu [...] peu éloigné de Canaan. Cette localisation semble validée par l'Onomasticon d'Aménémopé, une œuvre de circa XIIe siècle av. J.-C. qui répertorie les Shardana parmi les peuples de la mer habitant le littoral de Canaan. Si c'est le cas, alors les Shardana vinrent probablement de Sardaigne pour s'établir sur le littoral de Canaan. Néanmoins, les Shardana sont aussi répertoriés dans le papyrus Wilbour comme habitants de la moyenne Égypte sous le règne de Ramsès V, ce qui suppose qu’au moins une partie d'entre eux ont été cantonnés en Égypte »

« From the similarity between the words Shardana and Sardinia scholars frequently suggest that the Shardana came from there. On the other hand, it is equally possible that this group eventually settled in Sardinia after their defeat at the hands of the Egyptians (...) In P. Harris, the deceased Ramesses III declares that Shardana were brought as captivites to Egypt, that settled them in strongholds bound in my name, and that he taxed them all (...) this would seem to indicate that the Shardana had been settled somewhere (...) no further away froom Caanan. This location maybe further substained by the Onomaticon of Amenemope, a composition dating to ca. 1100 BC, which lists the Shardana, among the Sea Peoples who were settled on the coast there. If is the case, then perhaps the Shardana came originally from Sardinia and were settled on the coastal Canaan. However,the Shardana are listed – in P. Wilbour – as living in Middle Egypt during the time of Ramesses V, wich would suggest that at least some of them were settled in Egypt. »
— David B O'Connor, Stephen Quirke, Mysterious Lands, p.  112.

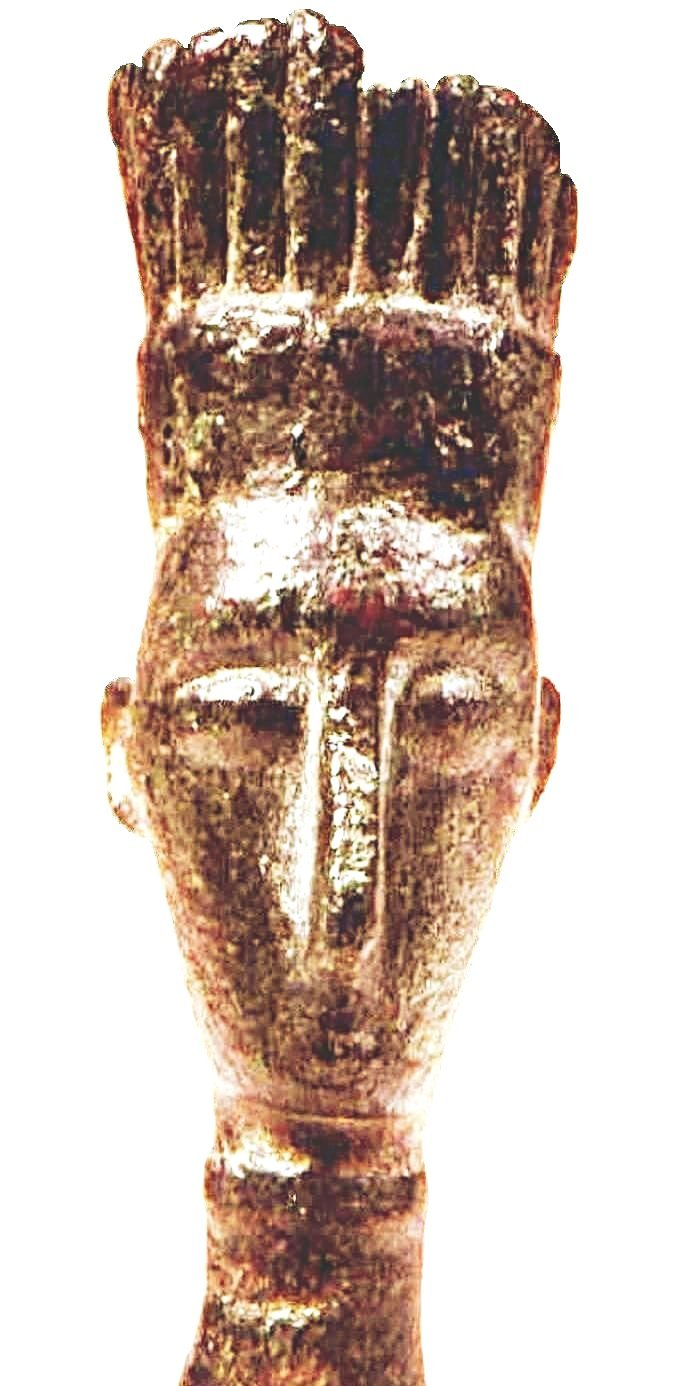
Decimoputzu, bronzetto nuragique: heaume comparé au cimier philistin.

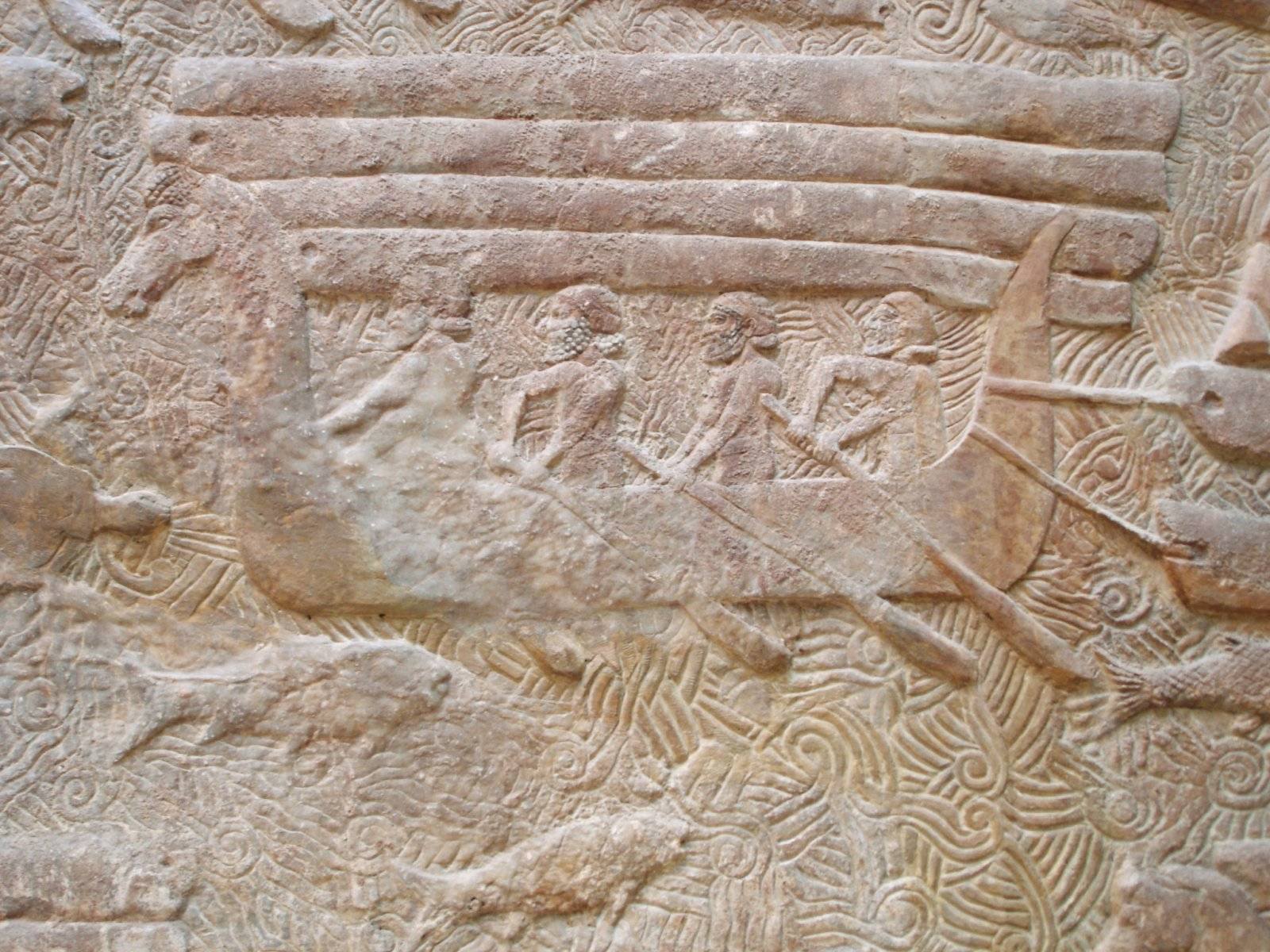
Navire phénicien servant au transport de troncs de cèdre, palais de Sargon II,, Musée du Louvre.

Entre le XIIe et le IXe siècle av. J.-C. la Sardaigne est en relation avec le Canaan, la Syrie et Chypre depuis au moins quatre « courants culturels » : les deux premiers, les plus anciens et exclusivement commerciaux sont définis comme « courants syrien et philistin ». À partir du IXe siècle av. J.-C., en Occident, apparaissent le troisième et le quatrième courants. Le troisième est un courant qui peut être défini comme chypriote phénicien, car il est véhiculé par un flux migratoire provenant aussi bien de Chypre que des villes phéniciennes ; ce flux, en relation avec la Sardaigne est surtout à la base de la naissance de Carthage. Le quatrième courant concerne uniquement l'île qui à partir du VIIIe siècle av. J.-C. voit l'urbanisation d'importants centres comme Tharros, Othoca et Néapolis,,,.
La transformation de ces centres côtiers constitués principalement d'une population mixte avec une forte présence d'éléments de l'aristocratie nuragique comme démontré par les trousseaux funéraires, contribue au changement de la civilisation nuragique et du visage de l'île en accompagnant son déclin jusqu'à l'invasion carthaginoise. Néanmoins, il est encore certain qu'au VIIe siècle av. J.-C. le Sinis et le golfe d'Oristano sont sous la domination des aristocrates nuragiques, et que la fin de cette emprise à la suite de l'invasion carthaginoise coïncide précisément avec le moment où les sculptures de géants sont abattues et détruites.

### Découverte et premières fouilles
C'est en 1965 qu'est probablement découverte la première pièce archéologique appartenant à l'ensemble monumental de Mont-Prama. Il s'agit d'un fragment de statue en calcaire, une tête trouvée au fond d'un puits de Banaotou près de Narbolia.
Compte tenu de la présence de pièces archéologiques puniques et la présumée absence d'une statuaire nuragique en pierre, le fragment de Banatou est classé parmi les pièces puniques. C'est au cours des années 1970 qu'a lieu la découverte des statues près de la nécropole de Mont-Prama.
Selon le témoignage des deux découvreurs, Sisinnio Poddi et Battista Meli, la découverte a eu lieu de manière fortuite au cours du mois de mars 1974 tandis qu'ils labouraient deux terrains contigus loués auprès de la confraternita del Santo Rosario de Cabras. Le sol sableux était parsemé de vestiges rocheux et de fragments de colonnes que la charrue portait régulièrement à la surface et que les deux agriculteurs accumulaient dans un coin, n'ayant aucune idée de leur valeur archéologique.
Au début de chaque campagne de labourage, les deux découvreurs constataient que le volume des fragments de l'année précédente avait diminué car des pièces étaient prélevées par des individus qui avaient probablement connaissance de leur valeur archéologique ou qui les utilisaient comme matériau de construction.
C'est le propriétaire du terrain, Giovanni Corrias qui se rend finalement compte qu'il s'agit de restes d'une statue quand avec Sisinnio Poddi, il constate la présence d'une tête de géant parmi le tas de pierres et débris. Le propriétaire fait part de sa découverte à l'archéologue d'Oristano Giuseppe Pau qui alerte à son tour la Soprintendenza ai Beni archeologici di Cagliari e Oristano. Ainsi, la zone est réquisitionnée et la compagne de fouilles débute.
Selon l'archéologue Marco Rendeli, les premières recherches archéologiques comportent des lacunes au niveau des comptes-rendus et de la publication des découvertes. Certains groupes ont effectué des fouilles brèves (Atzori : 1974, Pau : 1977), d'autres ont entrepris des campagnes plus longues (Bedini : 1975, Lilliu, Tore, Atzeni : janvier 1977, Ferrarese Ceruti-Tronchetti : 1977).

### Exposition des vestiges et reprise des fouilles
À l'issue des quatre campagnes de fouilles, les 5 000 fragments mis au jour, parmi lesquels se trouvent 15 têtes et 22 bustes, sont déposés et conservés pendant 30 ans dans les magasins du musée archéologique national de Cagliari tandis que certaines pièces importantes sont exposées dans le musée. Avec les statues et les modèles nuragiques, de nombreux bétyles de type « oragiana » ont été découverts et sont généralement associés à une ou plusieurs tombes de géants. De 2009 à 2011, 25 statues de guerriers, archers et boxeurs, ainsi que des modèles nuragiques, sont exposés à diverses occasions. Depuis 2011, ils sont exposés de manière permanente.
En 2005, le ministère pour les Biens et Activités culturels italien et des instances gouvernementales de la région Sardaigne allouent des fonds pour les fouilles. Le Centro di Conservazione Archeologica di Roma (CCA) est le maître d'œuvre de la restauration. De 2007 à 2012, celle-ci est effectuée par le Centro di restauro e conservazione dei beni culturali de Li Punti à Sassari, restauration coordonnée par les soprintendenze (DRBCP) pour les biens archéologiques pour les provinces de Sassari et Nuoro, en collaboration avec celles de Cagliari et Oristano.
En s'appuyant sur les plus récentes estimations, les spécialistes estiment que les fragments proviendraient de 44 statues. Parmi les pièces restaurées et remises sur pied, il y a 25 statues ainsi que 13 modèles nuragiques, tandis que trois autres figures humaines et trois modèles nuragiques ont été identifiés grâce à des fragments mais pas encore assemblés. Une fois toutes les pièces restaurées, la plupart devrait retourner à Cabras pour une exposition muséale.

### Fouilles contemporaines
Une nouvelle campagne de fouilles est programmée à partir de septembre 2013 sous la direction de l'archéologue Alessandro Usai.
Résultats
Le 25 septembre 2014, une nouvelle statue pratiquement intègre, mais sans tête est mise au jour et une seconde quelques jours plus tard, celle-ci avec la tête .
Il s'agit de pugiles dont le poing ganté et le bouclier sont situés près du corps, contrairement aux autres dont le poing ganté et le bouclier sont au-dessus de la tête.
Une nouvelle compagne de fouilles débute le 4 avril 2022 dans un terrain situé dans la partie sud du territoire de Cabras. Début mai, des torses et des fragments de deux nouvelles statues sont mis au jour, identifiées comme des « boxeurs de type Cavalupo » , en raison du grand bouclier flexible qui entoure le torse. Elles sont similaires aux deux sculptures récupérées en 2014, exposées au Musée archéologique communal Giovanni Marongiu à Cabras.

## La nécropole
Les fragments des sculptures sont retrouvés au-dessus d'une nécropole située sur les pentes de Mont-Prama, surmontée par un nuraghe complexe édifié sur le sommet. Les tombes qui la composent sont des tombes à pozzetto qui, pour la plupart, ne possèdent pas de trousseau funéraire et à ciste.

### Résultats successifs des diverses fouilles (1965-1979)
|                                            | Responsable                                                            | Zone explorée et pièces découvertes | Résultat des fouilles |
| Fouilles près du puits de Banatou Narbolia | La fouille a lieu entre fin 1965 et début 1966.                        | L'exploration concerne l'endroit votif près du puits sacré de Banatou Narbolia. Les pièces archéologiques comportent une tête de statue type Mont Prama en mauvais état, treize statuettes votives, sept vases d'époque punique, une terre cuite votive de type grec représentant une Kore et de nombreuses céramiques nuragiques et puniques. | Le dépôt comporte parmi ses matériaux les plus archaïques de la céramique nuragique des VIIe et VIe siècles av. J.-C. et des statues puniques des VIe et Ve siècles av. J.-C. ; cependant comme les rapports des fouilles n'ont pas été édités, il n'est pas possible d'en reconstituer la chronologie. Les statues puniques sont du type « dévôt-souffrant », elles ont été réalisées au tour et présentent aussi bien des analogies que des différences avec celles trouvées dans un grand dépôt près de Bithia. L'analyse des argiles a permis d'en vérifier les gisements de provenance. |
| Fouilles Bedini                            | Année 1975 Alessandro Bedini.                                          | Zone parallèle à une distante de 25 m de la route pour Riola, excavation de 25 m de long et large de 3 m. Trente-trois tombes ont été explorées et des fragments de statues, modèles de nuraghes, céramiques nuragiques et restes humains ont été découverts.                                                                                  | La limite ouest de la nécropole a été délimitée par des plaques en pierre plantées en couteau au sol. Dix tombes « a pozzetto », sans dalle de couverture mais avec à l'intérieur des défunts en position accroupie avec une petite plaque en pierre sur la tête. Les rares fragments de céramique datent pour les plus anciens du IXe et VIIIe siècles av. J.-C.. |
| Fouilles Tronchetti – Ferrarese Ceruti     | Années 1977, 1978, 1979 Carlo Tronchetti, Maria Luisa Ferrarese Ceruti | Zone de la décharge de la nécropole. Trente tombes ont été explorées, des fragments de statues, des modèles de nuraghes, des céramiques puniques, un sceau scaraboïde, un collier en bronze, des restes humains et des bétyles. | La fouille a permis la découverte d'une route monumentale et d'émettre l'hypothèse que la monumentalisation de la nécropole, grâce à l'implantation des statues, est contemporaine à celle de la route. De nombreuses parties de sculptures ont été retrouvées, et en dessous de l'une d'elles un grand fragment d'amphore punique, non antérieur au IVe siècle av. J.-C. : ce fragment daterait de la période correspondant à la destruction des statues. Les tombes confirment le rituel funéraire consistant à disposer les squelettes accroupis avec une petite plaque de pierre posée sur leur tête. À l'intérieur de la tombe numéro 25 a été retrouvée une pièce de trousseau funéraire, un scarabée égyptien datant du VIIIe siècle av. J.-C.. |

### Bilan d’étape des recherches en 2012

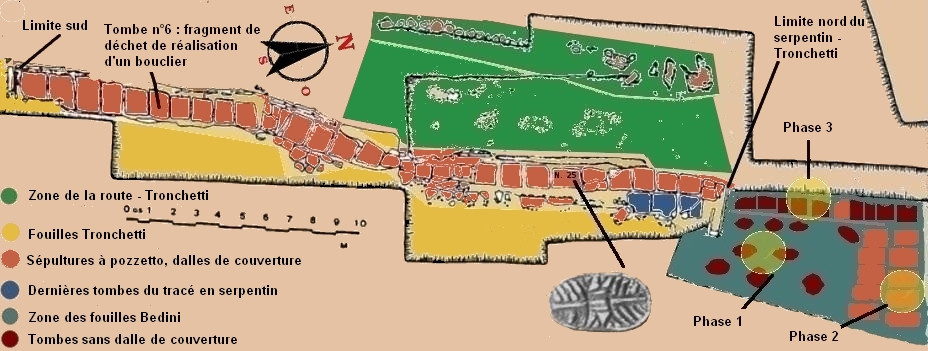
Planimétrie de la nécropole de Monte-Prama.

Dans les tombes explorées, les archéologues ont trouvé des restes humains des deux sexes, un corps par tombe, en position assise, dont l'âge est compris entre treize et cinquante ans.
En l'état actuel des recherches, en 2012 et bien que la nécropole n'ait pas pu être complètement explorée, l'ensemble funéraire peut être divisé en deux zones : la première qui a la forme d'un parallélépipède a été explorée en 1975 par l'archéologue Bedini. La seconde est une zone disposée en serpentin et a été fouillée entre les années 1976 et 1979 par Maria Ferrarese Ceruti et Carlo Tronchetti. Parallèlement à cette dernière se trouve une route dallée délimitée par quelques dalles en pierre calcaire enfoncées verticalement dans le sol. La construction de la route serait contemporaine à l’installation des monuments de la nécropole.
La fouille « Bedini » a permis la découverte d'une zone composée de trente trois tombes à ciste lithique, enceinte formée de pierres entourant le défunt, édifiée avec une roche différente de celle de la zone « à serpentin ».
Les cistes sont pour la plupart sans dalles car celles-ci ont été dispersées au cours du temps en raison de l'utilisation agricole du site.
La zone de fouille Bedini correspond à trois phases différentes de construction : la première phase révèle des tombes archaïques a pozzetto circulaires, peu profondes, qui ressemblent aux tombes trouvées au Temple d'Antas dédié au Sardus Pater, le dieu éponyme des sardes nuragiques. La seconde phase est celle qui comporte les tombes avec des dalles en pierre. Quant à la troisième, contemporaine de la partie fouillée par l'archéologue Carlo Tronchetti, elle a bénéficié de l'implantation des statues.
Dans la partie explorée par Carlo Tronchetti, le début de la nécropole est indiqué aussi bien par ordre chronologique que spatial à partir d'une plaque en pierre plantée « à couteau » juxtaposée à la première tombe du côté sud. La partie nord comprend les tombes plus récentes et est aussi délimitée par une plaque en pierre plantée dans le sol.
Des petites fosses utilisées pour la déposition de restes humains ont été trouvées à côté des grandes plaques de couverture du tracé à serpentin.
L’area Bedini interrompt l'allignement des tombes et les trois dernières tombes édifiées se trouvent situées sur le flanc des précédentes.

### Hypothèses concernant l'aspect de la nécropole

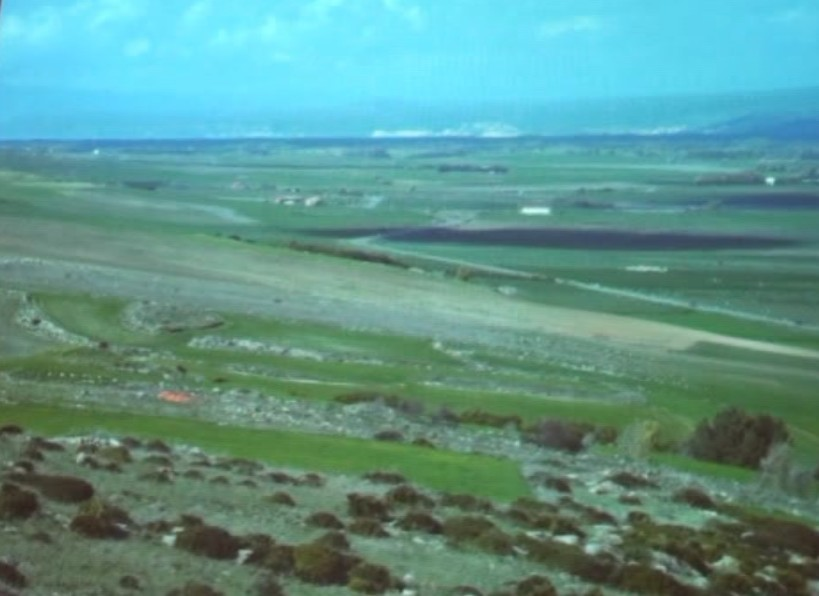
Péninsule du Sinis : Zone de la nécropole de Mont-Prama.

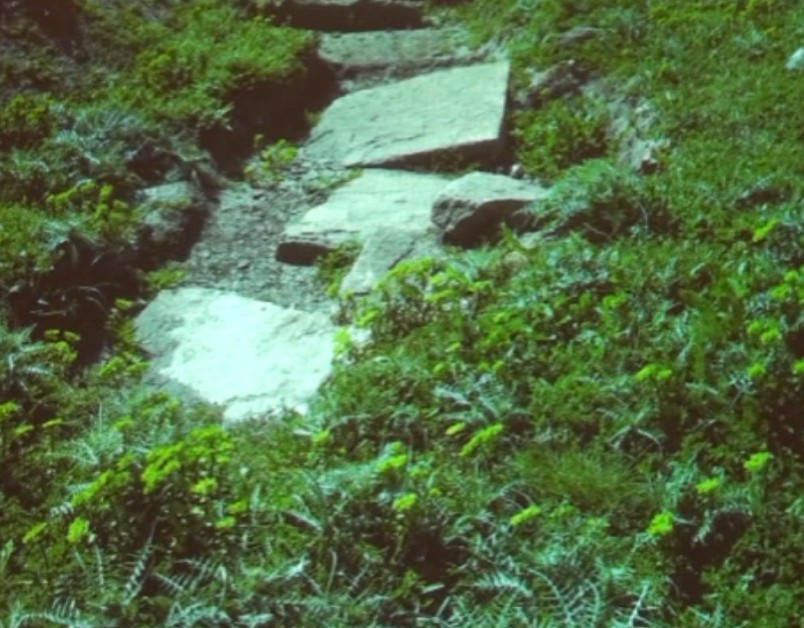
Nécropole de Mont-Prama, plaques de couverture pour les tombes.

Comme le travail d'exploration n'est pas encore mené à son terme, il n'est pas encore possible établir l'aspect réel de la nécropole ainsi que la localisation des statues. Quelques chercheurs ont même émis des doutes quant à l'appartenance des statues à la nécropole car la seule preuve en est la contiguïté des statues et de la nécropole. D'autres émettent l'hypothèse que les sculptures ont été conçues pour servir en tant qu'atlantes d'un autre temple proche de la nécropole dédié au Sardus Pater. Selon cette théorie, le temple avec les statues aurait été érigé en mémoire des victoires nuragiques contre les envahisseurs carthaginois pendant les guerres guerres sardo-puniques,. Dans ce cas, les sculptures représenteraient le cortège ou la garde du corps du dieu.
À proximité de la nécropole se trouve une structure rectangulaire en opus caementicium de l'époque romaine, mais il n'est pas exclu, que sous l'édifice romain ne se trouve un megaron nuragique. L'existence d'autres monuments à caractère sacré à proximité de la nécropole est envisagé en raison de la présence de segments typiquement utilisés pour l'édification de puits sacrés.
D'autres chercheurs critiquent cette théorie car ils sont convaincus que les statues et la nécropole forment un ensemble indissociable. Dans ce cas, il est faux de supposer que l'unique indice soit constitué par la proximité des statues et de la nécropole. Dans la tombe numéro 6 de la zone fouillée par Tronchetti, un fragment de déchet de réalisation d'un bouclier a été retrouvé ; cela laisse supposer que les statues ont été réalisées in loco spécialement pour la nécropole, ce qui semble aussi le cas pour les modèles de nuraghe et des bétyles « ad occhio ». Dans ce cas, nécropole et statues rappelleraient l'antique tradition de la tombe des géants. En effet, le tracé rappelle la planimétrie d'une tombe de géants ; cette suggestion est renforcée par la présence des bétyles qu'on retrouve dans les antiques tombes de l'âge du bronze. L'analogie attesterait la volonté des architectes de l'époque de se référer à la tradition sépulcrale de leurs aïeux,.
En l'état actuel des études même cette hypothèse manque de preuves tangibles. Il est toutefois supposé que dans ce cas les sculptures seraient implantées sur les côtés est et ouest du tracé en serpentin formant une sorte d'« esedra » humaine en analogie à l'exèdre en demi-cercle de la tombe des Géants dans laquelle les boxeurs constituent la partie la plus extérieure, tandis qu'au centre proche des tombes se trouvaient les archers et les guerriers. Toujours selon cette hypothèse, les modèles de nuraghe forment le couronnement du tumulus car situés au-dessus des plaques de couverture des tombes.

## Œuvres découvertes: restauration et description

### La restauration

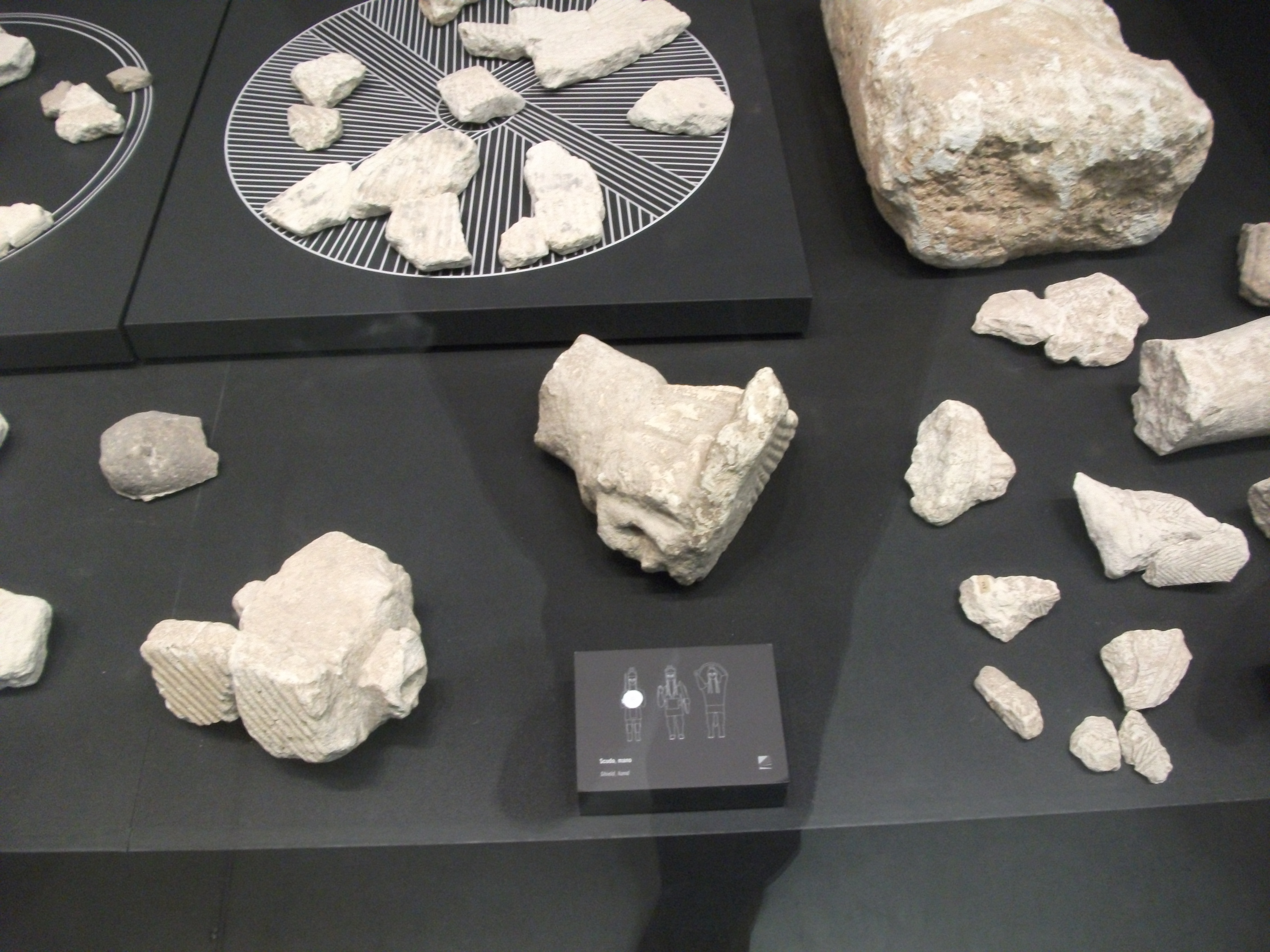
Fragments découverts au Mont-Prama en attente de restauration.

Le projet de conservation et restauration a été élaboré par l'archéologue et conservateur Roberto Nardi, directeur du CCA, Centro di Conservazione Archeologica di Roma, sous la direction scientifique de l'archéologue Antonietta Boninu. De 2007 à 2012, les 5 178 pièces archéologiques issues des campagnes de fouille et des récupérations, pour un poids total d'environ 10 t, ont été assemblés et 38 sculptures ont été montées sur des supports métalliques. Pendant toute la durée de l'intervention, le chantier a été ouvert à des visites guidées sur rendez-vous. La possibilité d'observer directement les opérations de restauration, comme les analyses, l'étude des traces du travail de sculpture, la documentation de l'état de conservation, le nettoyage, la recherche des attaches, l'assemblage, a fourni des informations sur le planning de l'intervention et ouvert une fenêtre sur les problématiques liées à la conservation préventive, thèmes sur lesquels le CCA s'est engagé depuis de nombreuses années.
Après un premier nettoyage des surfaces sculptées et une analyse approfondie de chaque fragment, peu à peu les attaches entre les diverses parties des sculptures ont été repérées permettant ainsi une identification des divers types de guerriers et des modèles de nuraghes. La recherche des attaches a été alternée avec d'autres types d'intervention comme le nettoyage avec de l'eau dite « acqua atomizzata », une technique peu invasive permettant de dissoudre les incrustations sans abîmer la pierre, déjà expérimentée dans le nettoyage des monuments du Forum Romanum, mais surtout pour la consolidation des surfaces. Le matériel utilisé par les sculpteurs antiques est constitué par une tendre calcarénite, un type d'arenaria de provenance locale caractérisée par la présence dans sa structure de microfossiles marins. Des analyses effectuées sur les pièces archéologiques ont mis en évidence des traces d'incendie qui ont modifié chimiquement la partie superficielle de la pierre rendant les fragments plus fragiles.
La recherche laborieuse des attaches a permis l'assemblage de plus de mille fragments constituant les divers types de guerriers et nuraghes.
Vingt-cinq statues dont certaines sont formées par une cinquantaine de fragments et dont le poids est parfois supérieur à 250 kg ont été reconstituées.
Des structures porteuses adaptées à chaque sculpture ont été réalisées afin de permettre une recomposition progressive des statues. La structure sans axes ni pivots supporte à elle seule la contrainte pondérale évitant aux fragments des charges inutiles. Elle permet aussi des corrections, par ajout ou enlèvement de pièces, sans dommages.
Treize modèles de nuraghes, seize pugilistes, quatre guerriers, cinq archers ont été reconstitués de cette façon.
Il reste six pièces qui ne permettent aucune attache ce qui fait supposer qu'elles font partie de six autres sculptures distinctes portant ainsi à 44 pièces leur nombre total.

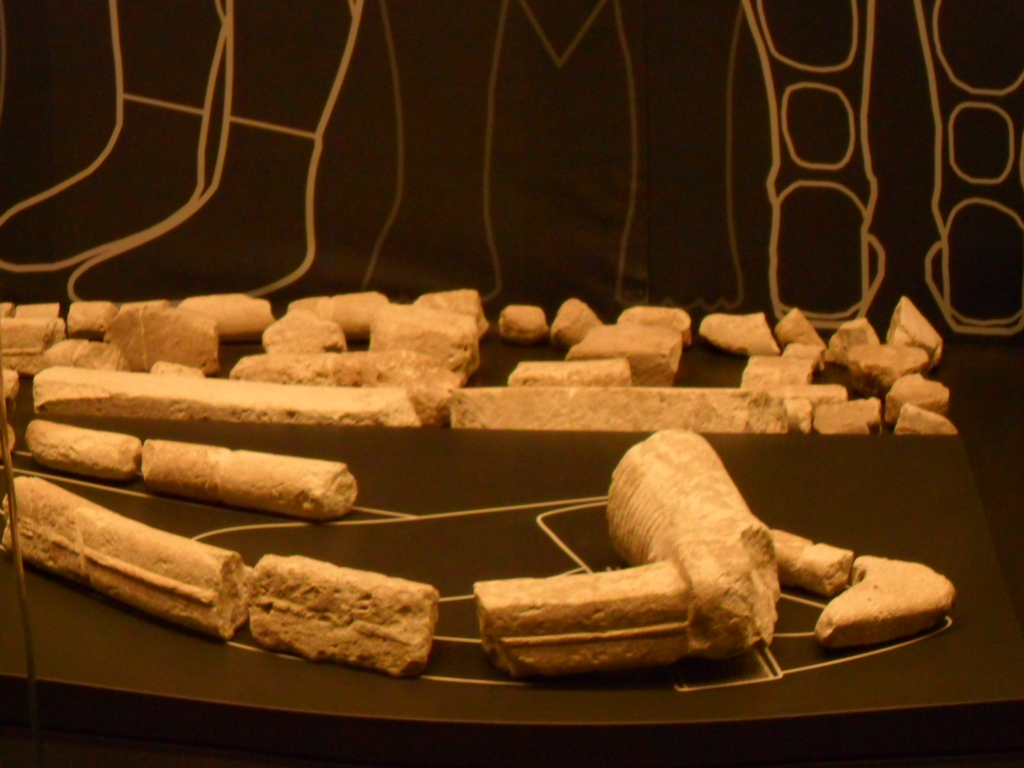
Fragment d'arc.
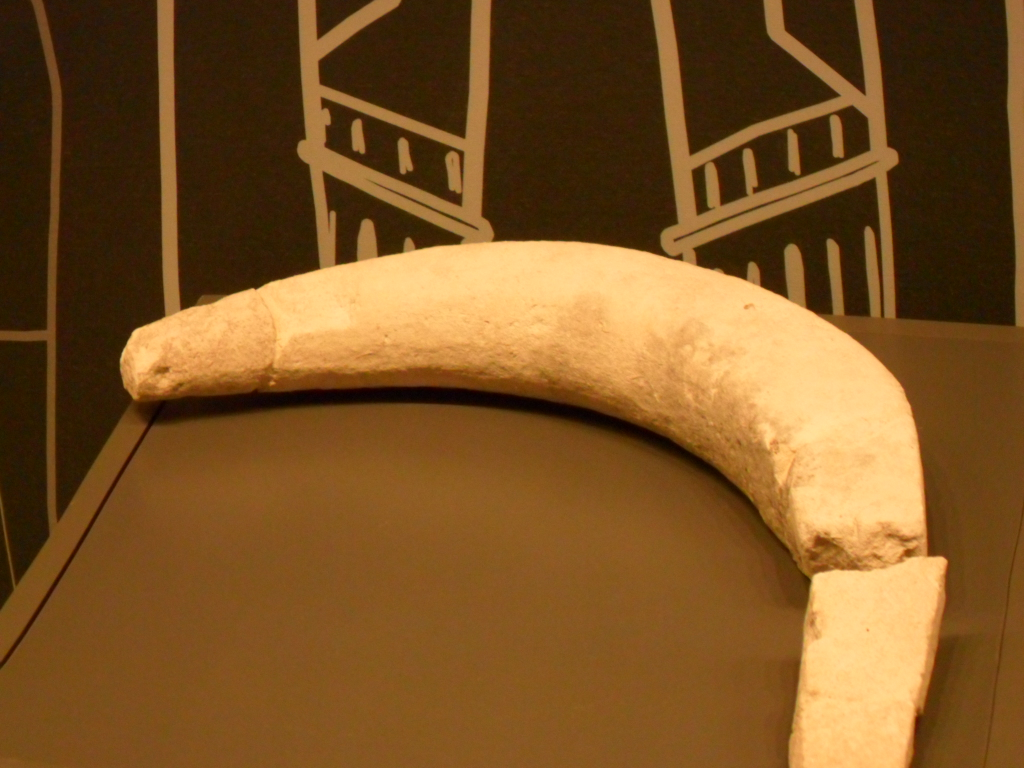
Corne d'un heaume nuragique.
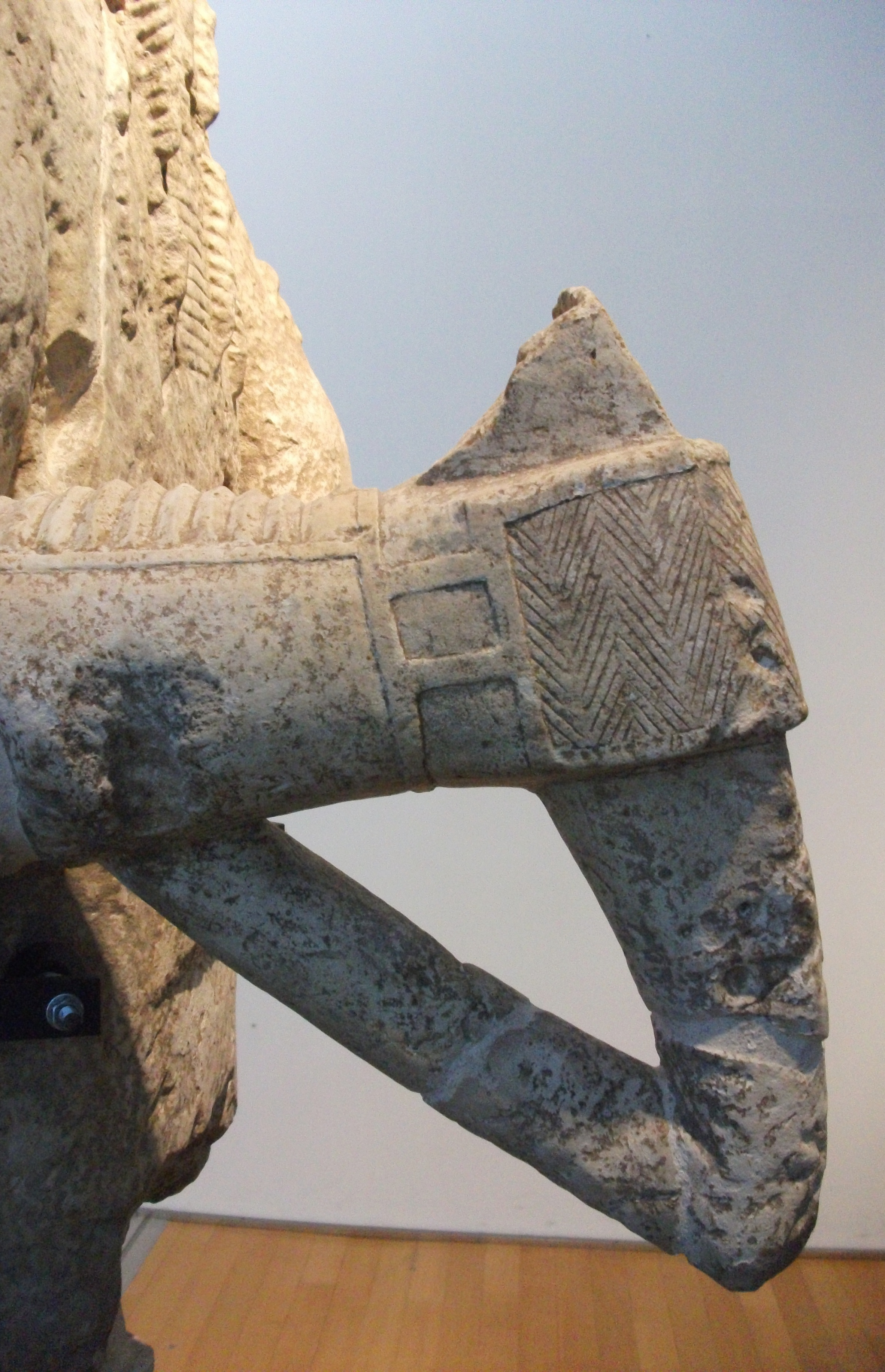
Bras d'archer, brassard en relief et décorations gravées, centre restauration Li Punti, Sassari.
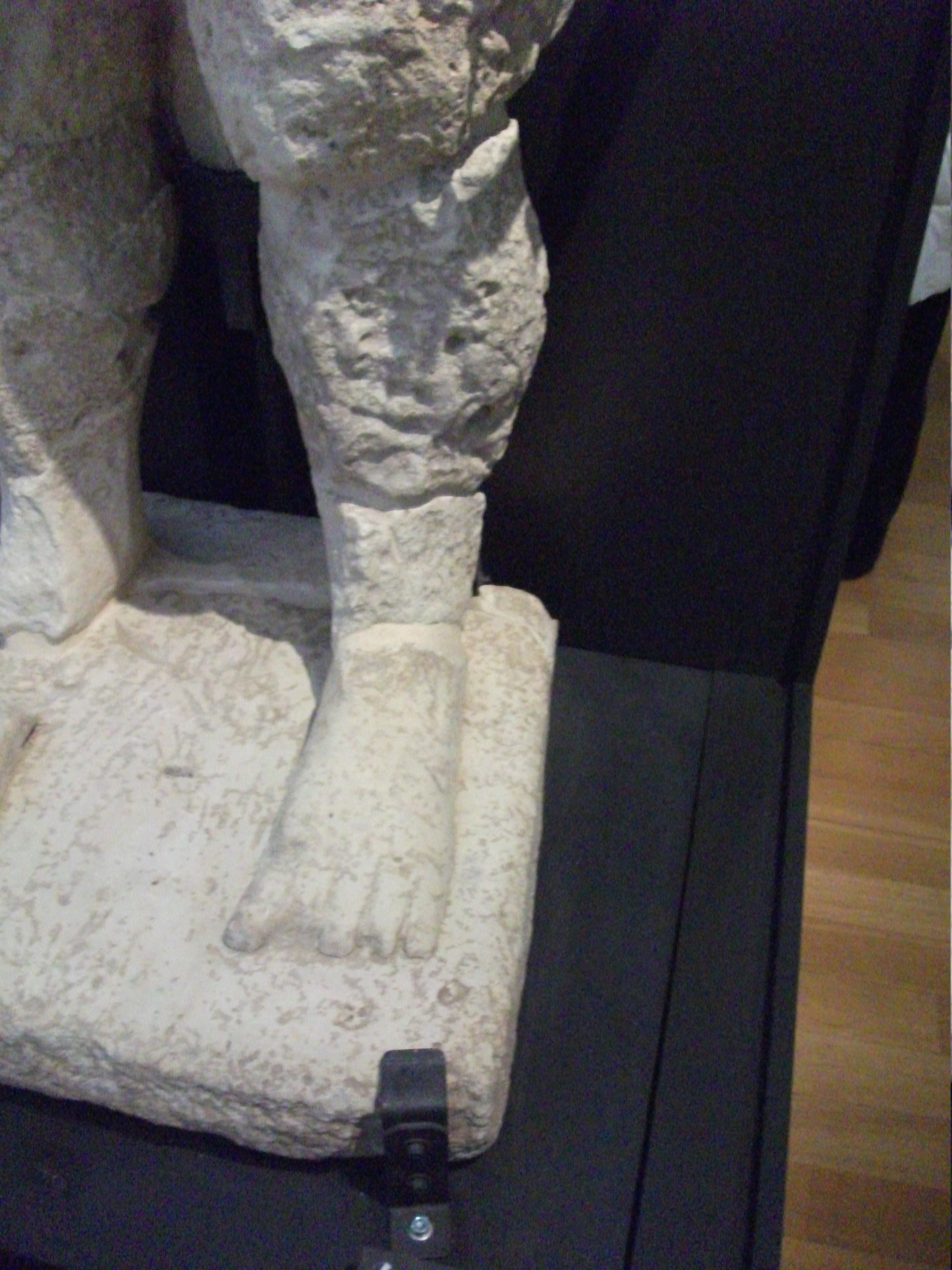
Détail du pied sur le piédestal.

### Diverses œuvres

#### Pugiliste (Pugileoupugilatore)

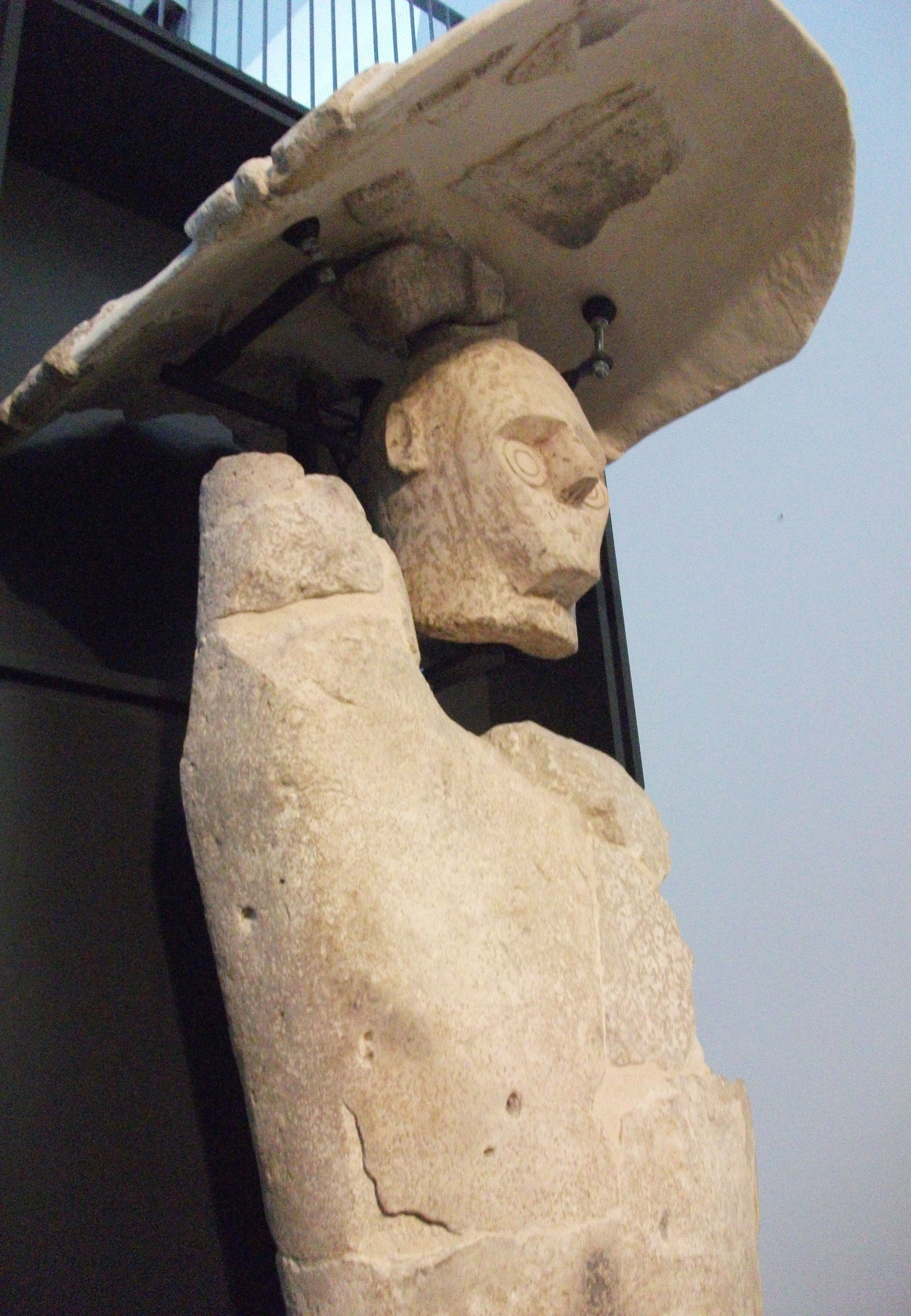
Un des pugilistes de Mont-Prama.

« Pugiliste » (en italien : Pugile ou pugilatore) est un terme conventionnel servant à indiquer une figure particulière de bronzetti nuragiques dotés d'une arme semblable au caestus. Cette arme recouvrait complètement l'avant-bras avec une gaine rigide probablement en métal. La panoplie du guerrier (ou lutteur, selon les interprétations) prévoyait aussi un bouclier rectangulaire semi-rigide et couvrant. Il est probable que les pugilistes soient assignés aux jeux sacrés ou funèbres en l'honneur des morts, comme il était d'usage dans la zone méditerranéenne,. Les pugilistes constituent le plus important groupe des statues du Sinis et présentent des caractéristiques uniformes sur les seize exemplaires, hormis leurs dimensions et quelques détails d'importance mineure.
Le torse est toujours représenté nu avec le nombril et les mamelons gravés ; les flancs sont entourés d'un « kilt » évasé postérieurement en forme de « V », typique des bronzes des pugilistes mais aussi de guerriers comme l'archer de Serri. La partie supérieure de l'abdomen est protégée par un large ceinturon duquel partent des lacets qui tiennent le kilt, représentés en bas-relief. La tête des figures est couverte d'une calotte lisse. L'avant-bras droit, à partir du coude, est revêtu par une gaine de protection vraisemblablement en cuir, se terminant par une calotte sphérique dans laquelle était insérée l'arme métallique ou en un autre matériau.
Le bras gauche tient le bouclier afin de protéger la tête,, celui-ci a une forme rectangulaire à angles arrondis, il était probablement réalisé en cuir ou d'un autre matériau flexible car il est arrondi sur sa longueur, la partie intérieure étant composée d'un châssis en planchettes de bois tandis que la partie extérieure est caractérisée par un bord en relief le long de tout le périmètre.
Les détails visibles dans la partie interne montrent que le bouclier est fixé sur un bracelet décoré à « chevron », porté dans le coude du bras gauche.
La figure du pugiliste est aussi représentée dans les bronzetti sardes, mais aussi dans un bronzetto retrouvé dans la Tombe du chef à Vetulonia.
Le bronzetto le plus fidèle aussi bien au niveau du type que dans les détails stylistiques est celui provenant de Dorgali,.

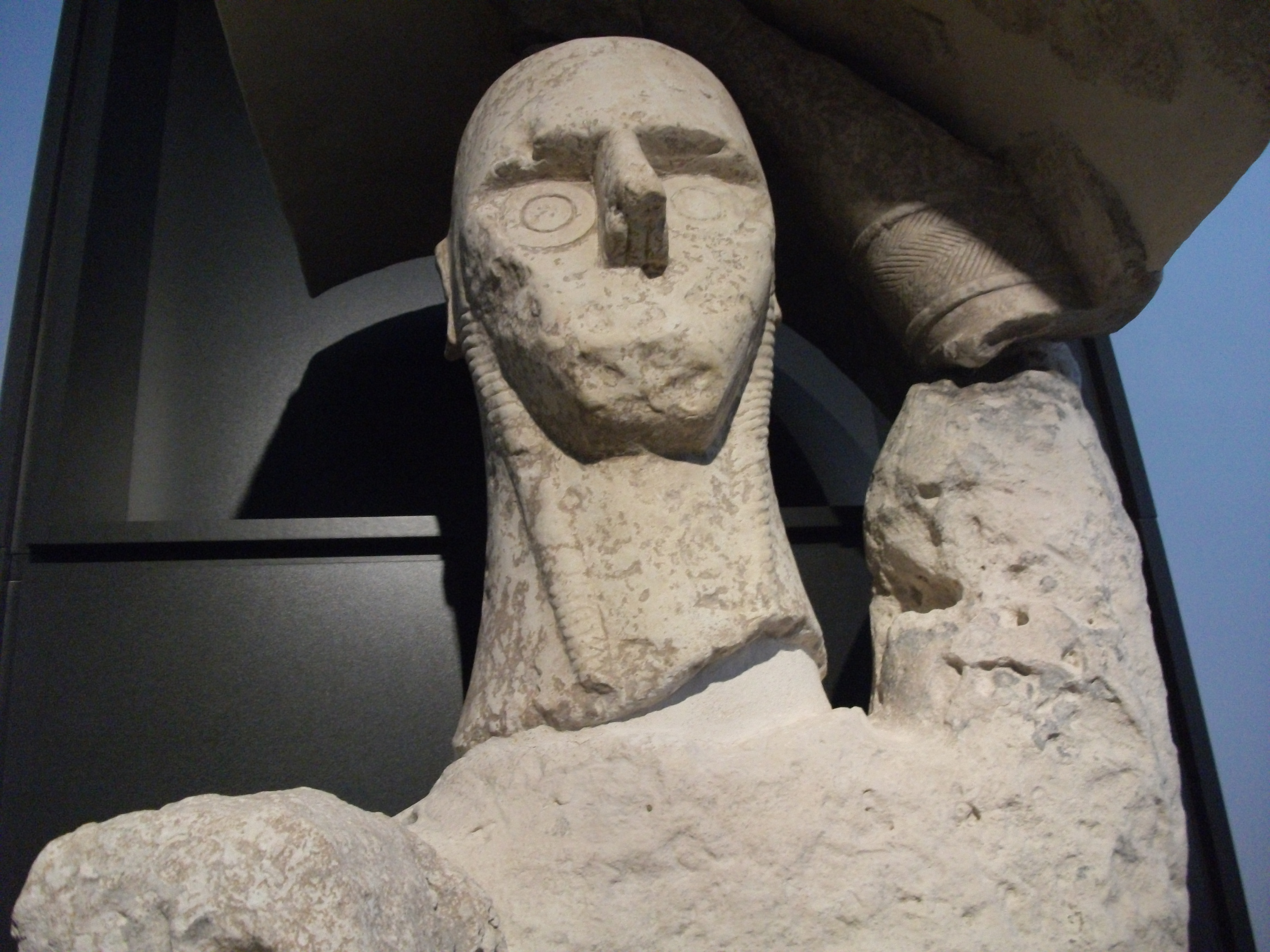
Monte-Prama, pugiliste avec bouclier, centre restauration Li Punti, Sassari.
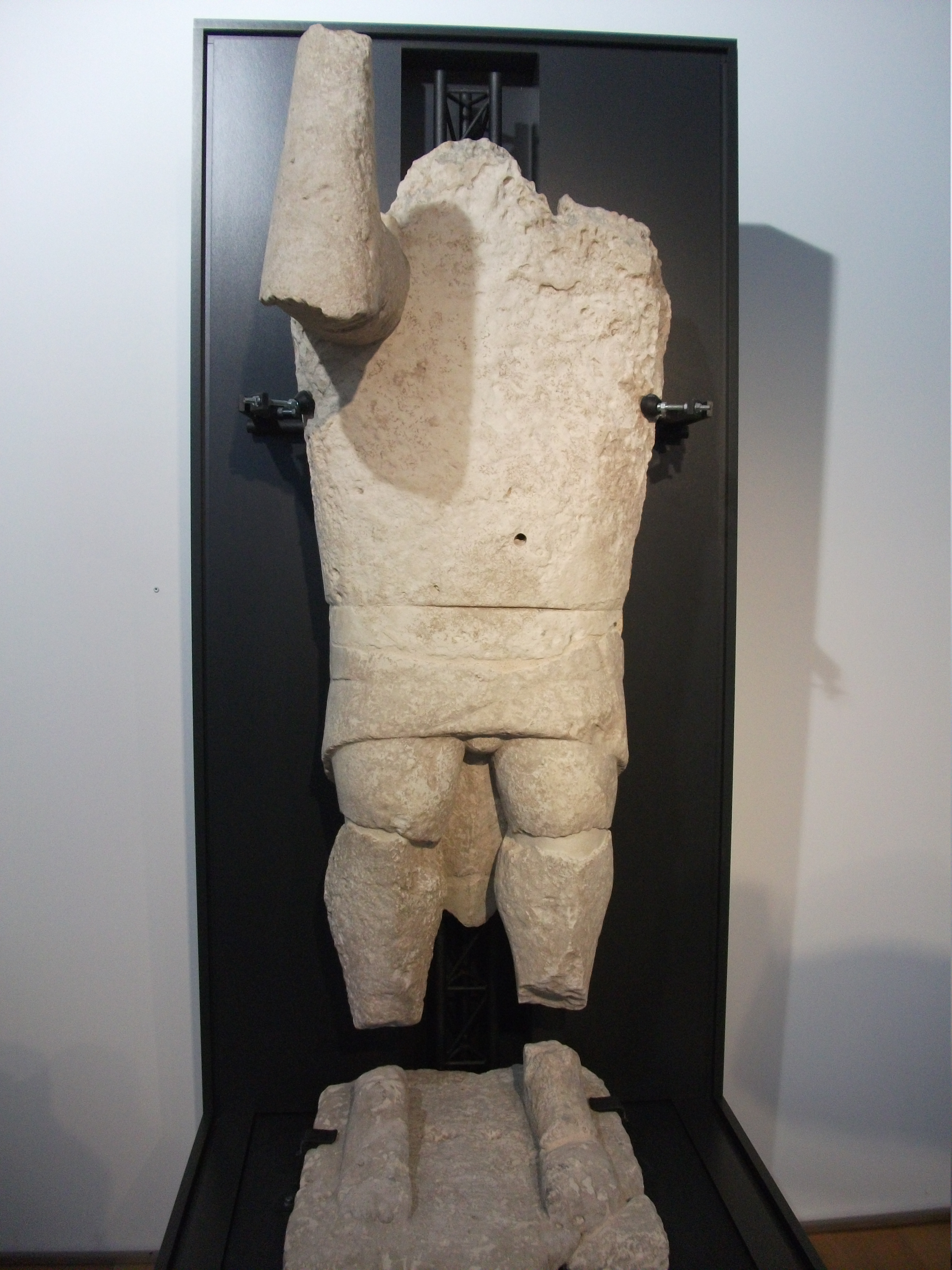
Pugiliste, statue incomplète.
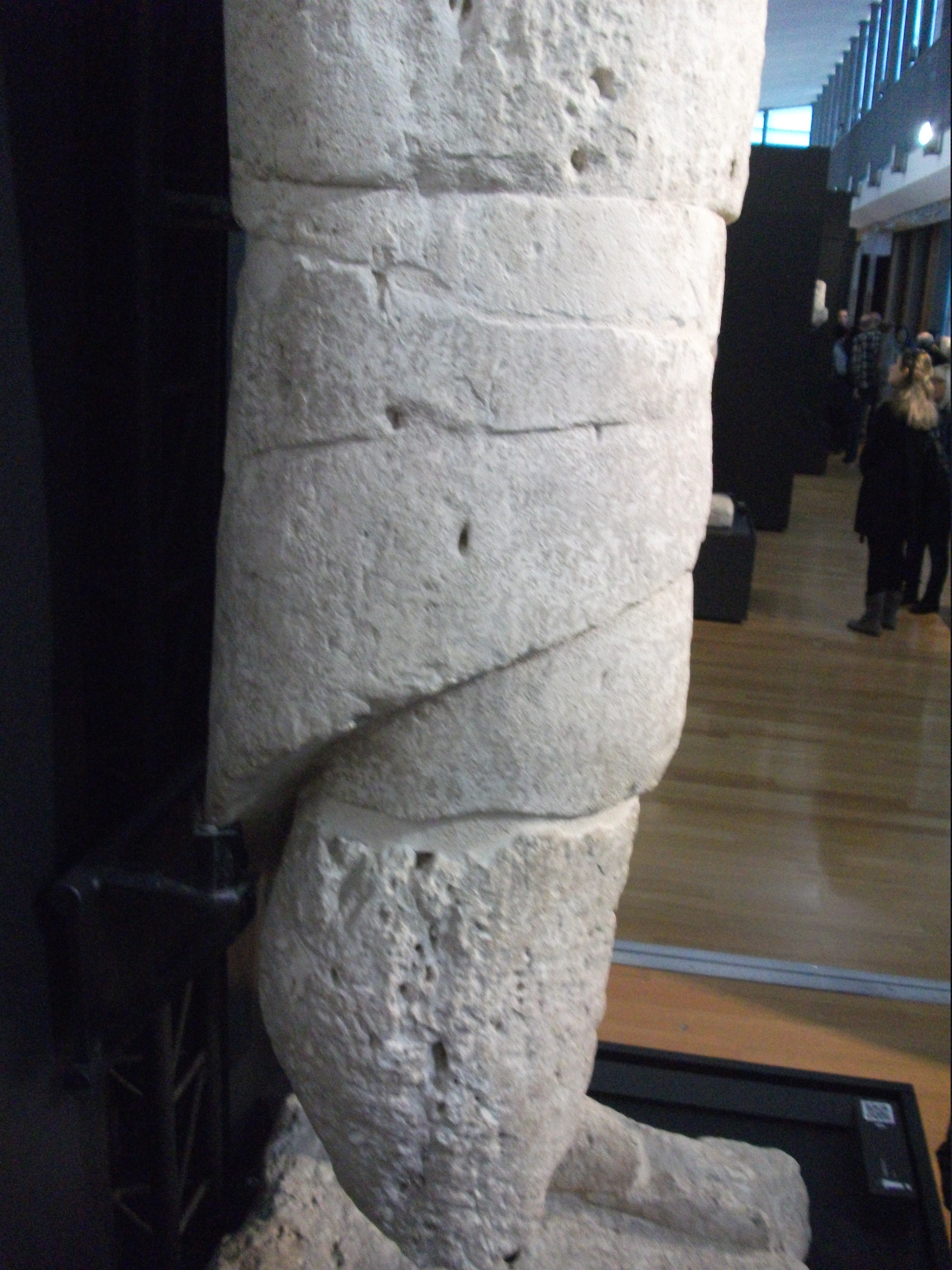
Pugiliste, détail du « kilt » typique.
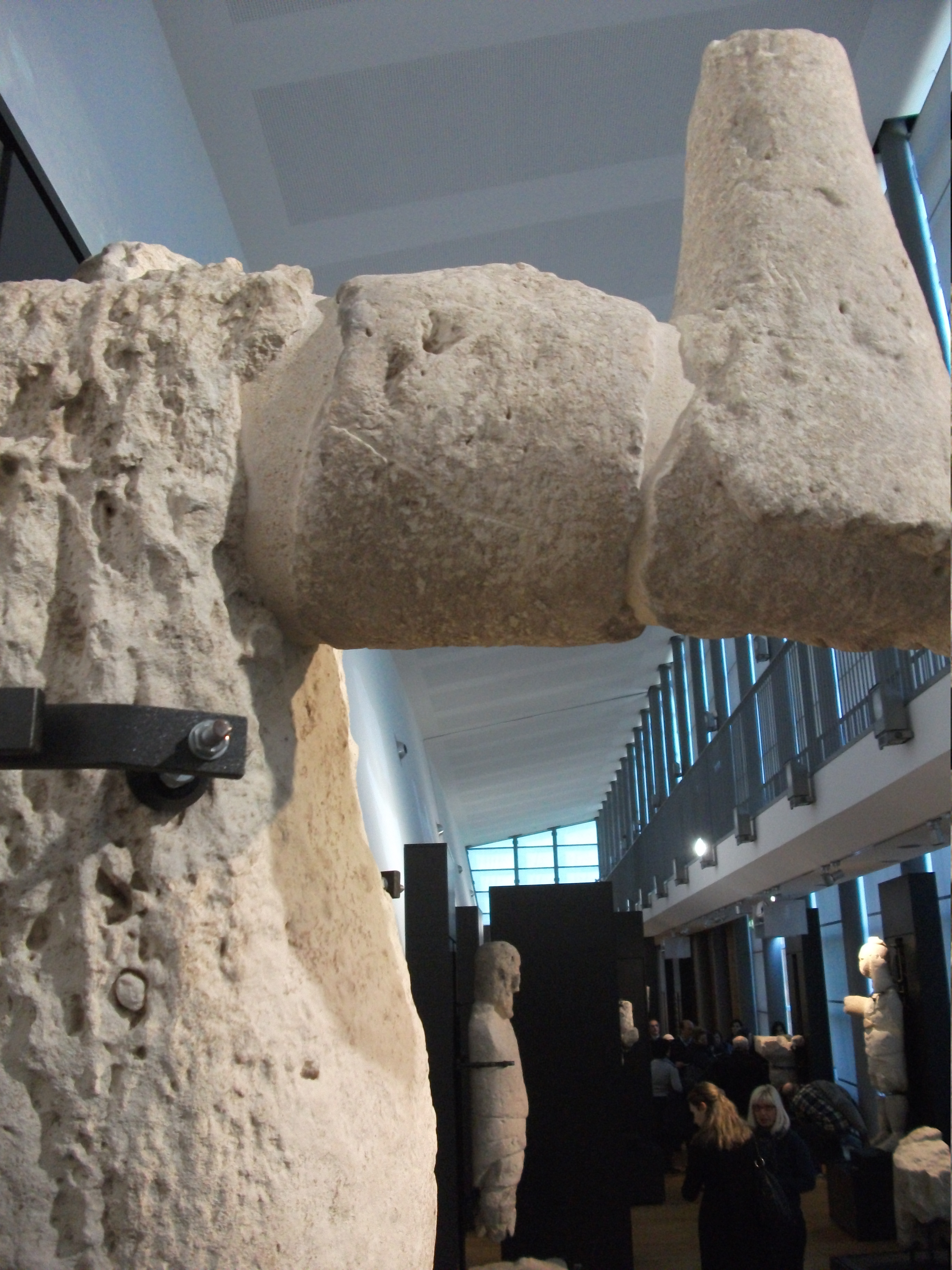
Pugiliste, bras avec protection.
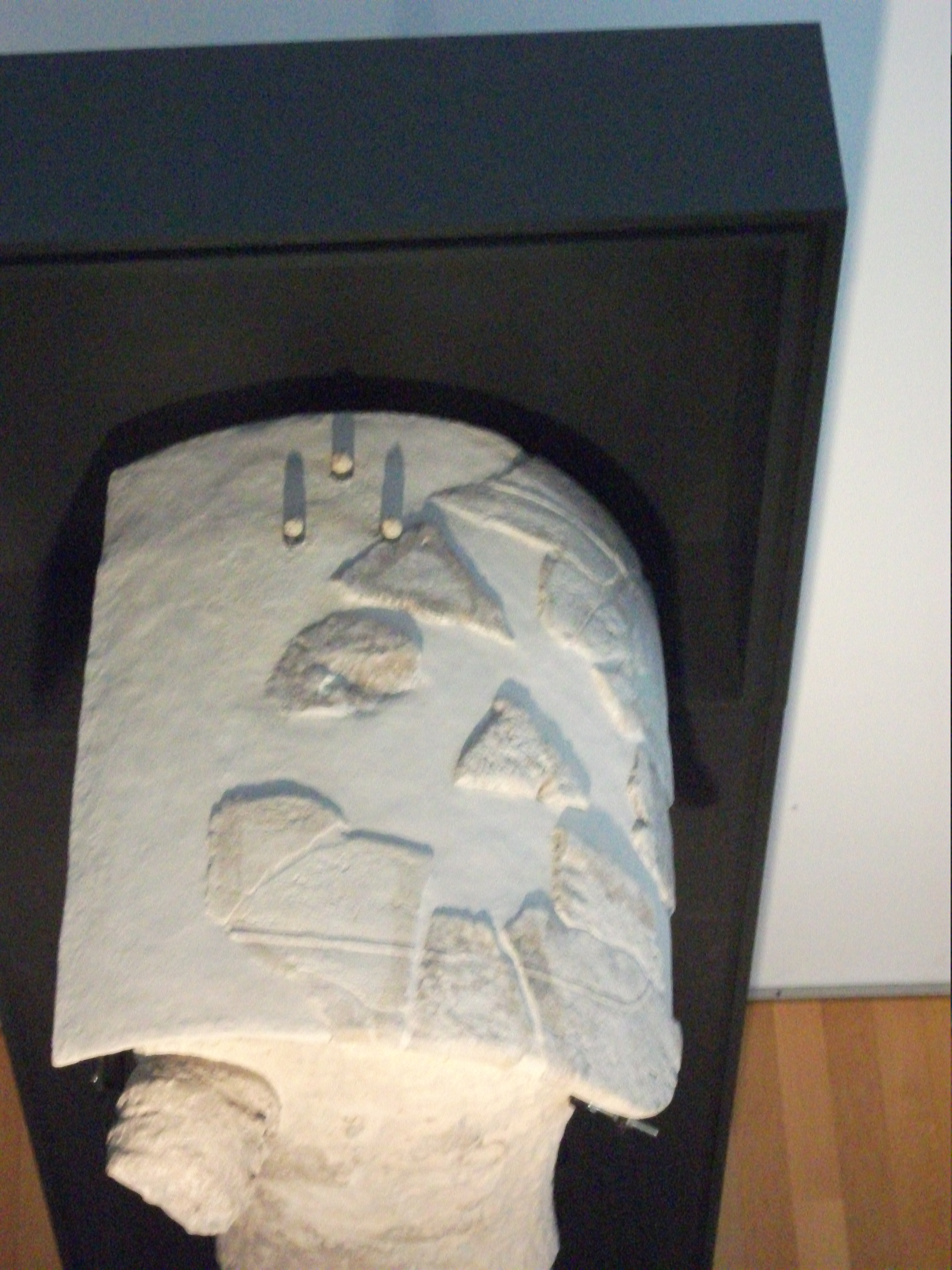
Bouclier de pugiliste vu d'en haut.

#### Archers

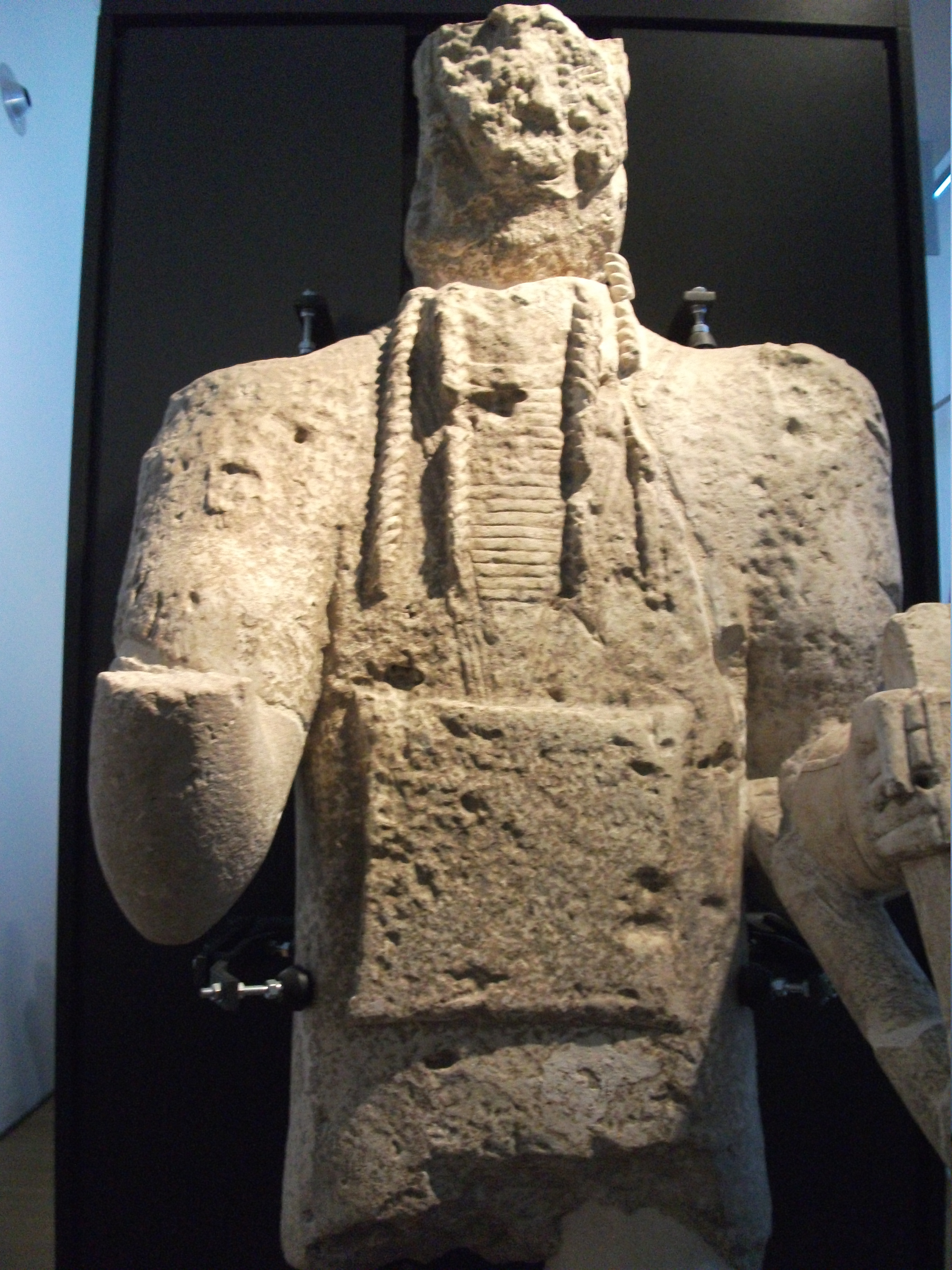
Archer avec pectoral.

Les fragments des archers ont permis à ce jour de restaurer cinq exemplaires entiers et un sixième partiellement, dont il ne reste que des parties de torse et de l'épaule.
Contrairement aux pugilistes, les archers présentent de nombreuses variantes. L'iconographie la plus répandue est celle de l'archer portant une tunique courte sur laquelle pend une plaque pectorale de forme carrée à bords légèrement concaves. Parfois la longueur de la tunique atteint l'aine, parfois elle laisse les parties génitales découvertes. Outre la plaque pectorale, on trouve d'autres éléments dans la panoplie, comme les carquois et les heaumes.
Les divers fragments des membres supérieurs présentent souvent le bras gauche équipé d'un brassard tenant l'arc tandis que la main droite est tendue avec la paume dirigée vers l'avant comme dans le salut typique visible sur les bronzetti. Les jambes sont protégées par des bottes spéciales à bords dentelés attachées par des lacets sous la tunique. Sur un mollet est bien visible un profil en forme de « 8 », tandis que sur le pied est parfois représentée une sandale. Le visage est identique à celui du pugiliste avec la chevelure comportant de longues tresses qui descendent sur le côté du visage. La tête est couverte d'un heaume à calotte avec une crête et une corne laissant les oreilles dégagées. Divers fragments présentent des cornes légèrement incurvées et dirigées vers l'avant dont la taille ne peut être correctement évaluée ; contrairement à celles des guerriers, ces cornes s'achèvent en pointe. Il existe une trace d'un renfort issu de la même roche qui les unissait en leur milieu.
La représentation des armes est très particulière et en analogie avec les bronzetti, le carquois est finement sculpté sur le dos,. Deux types d'arc sont présents, l'un plus pesant possède une section quadrangulaire et renforcée, tandis que l'autre type est plus léger et à section cylindrique, probablement utilisé par des guerriers possédant un armement mixte. Les milices nuragiques étaient composées d'archers, spadassins et guerriers à armement mixte car équipés à la fois d'arc et d'épée. Cela est mis en évidence quand l'arc et l'épée sont utilisés simultanément comme dans les bronzetti de style « Uta » (Uta étant le lieu de la découverte), ou lorsque l'épée reste dans son fourreau à côté du carquois, tandis que l'archer décoche sa flèche.
L'ensemble carquois/fourreau d'épée est visible au moins sur une sculpture et est confirmée aussi bien par les bronzetti de style « Uta », que par ceux de style « Abini » (du sanctuaire nuragique d'Abini, lieu de la découverte). L'archéologue Giovanni Lilliu a mis en évidence la similitude entre la poignée d'épée en croissant de la statue de mont Prama à la poignée en demi-lune de l'archer du sanctuaire nuragique de Santa Vittoria de Serri avec le même habit de frac des pugilistes de mont Prama,. Le bronzetto de l'archer le plus ressemblant à celui des archers de mont Prama est probablement celui d'Abini.

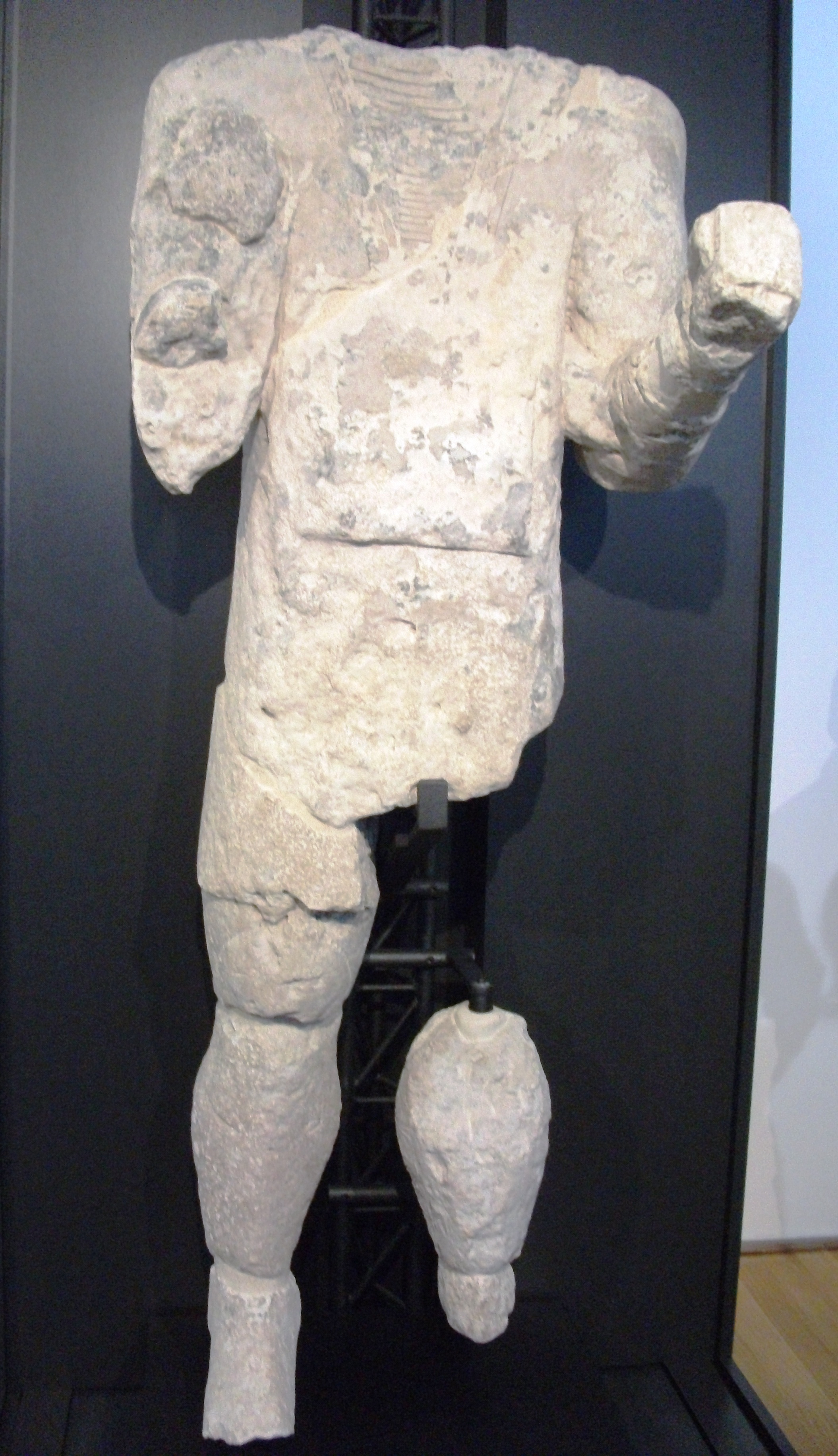
Archer, en attente de restauration.
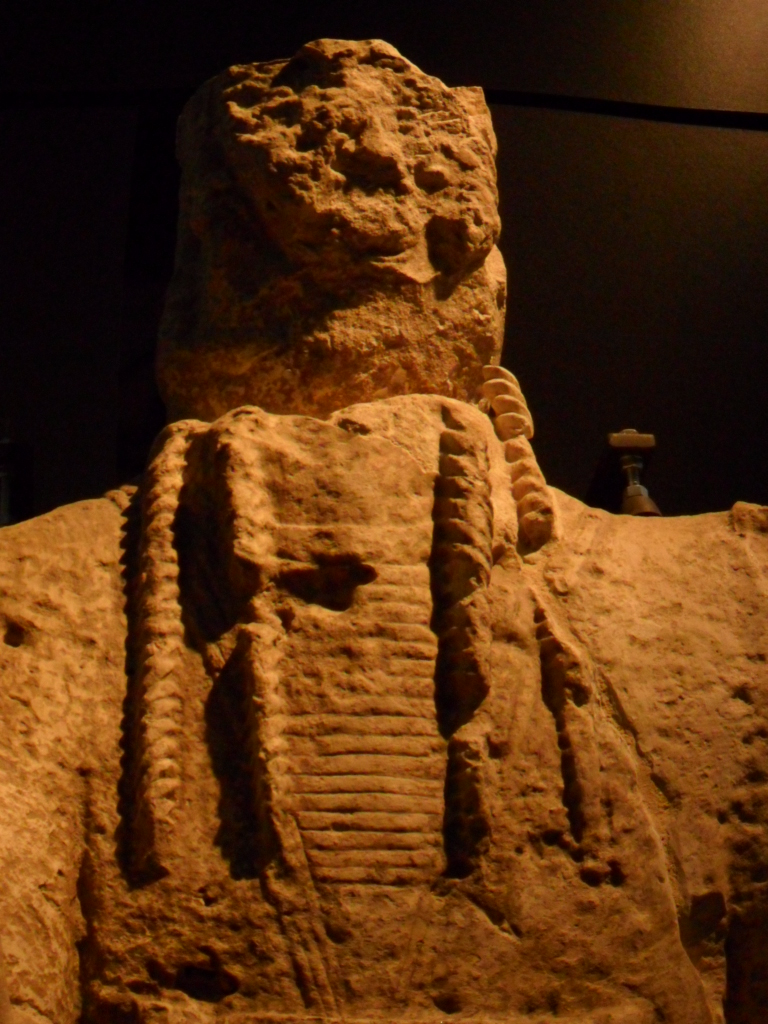
Archer en cours de restauration.
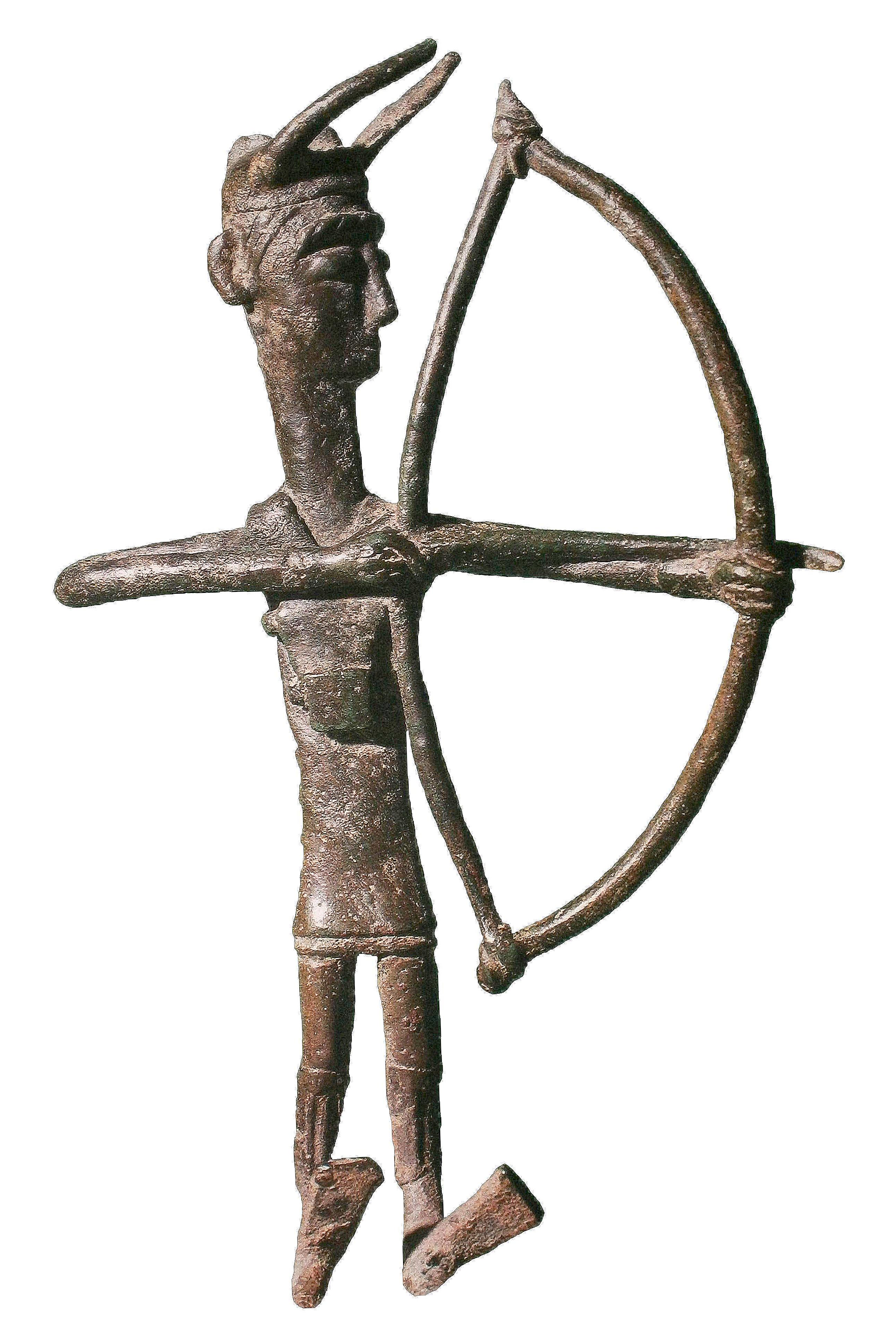
Bronzetto d'archer, musée archéologique de Cagliari.

#### Guerriers

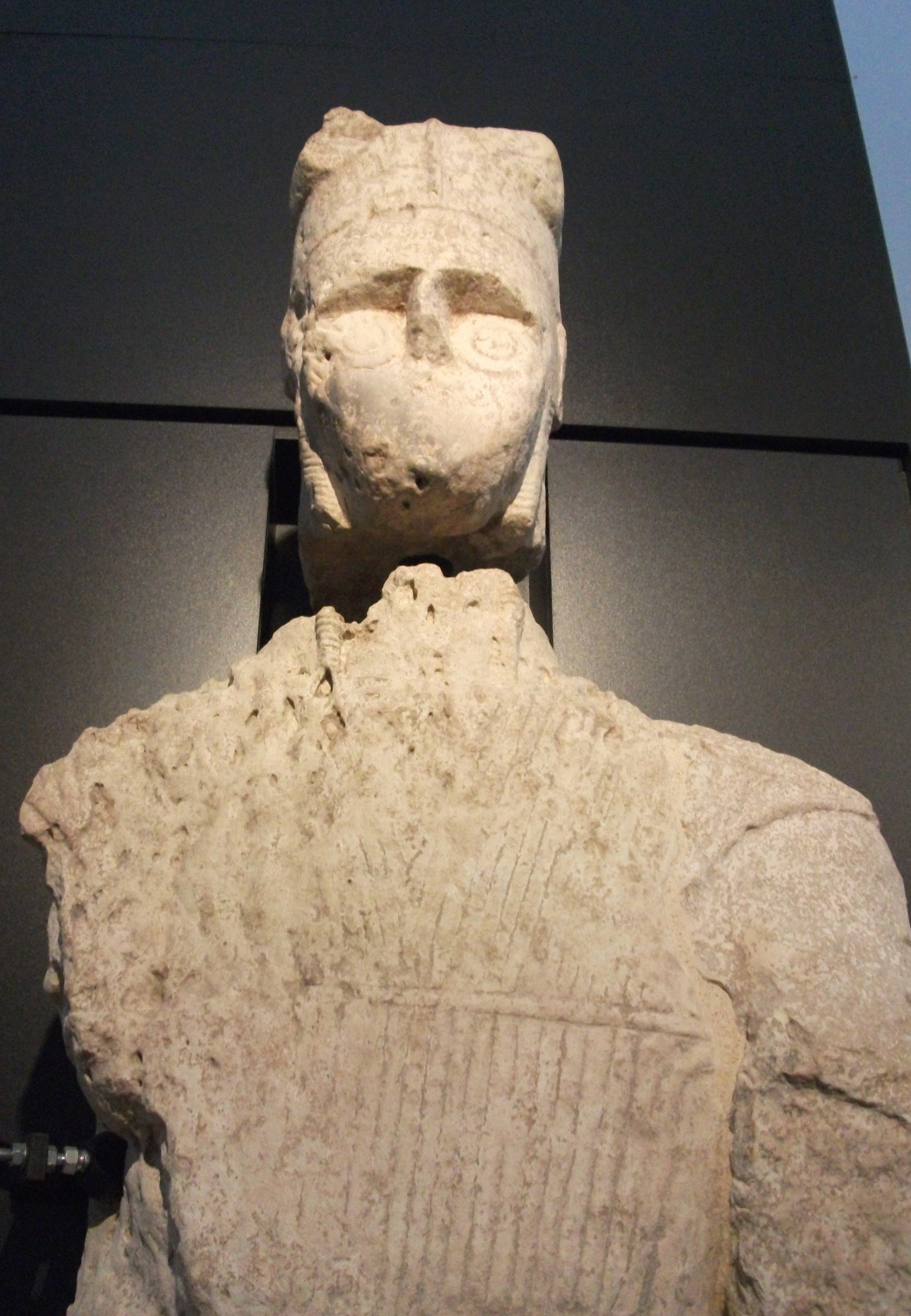
Guerrier de Mont-Prama.

La sculpture du guerrier se différencie de celle de l'archer par l'habillement.
Deux exemplaires de statues de ce type iconographique ont été reconstitués mais un seul est en très bon état de conservation ; un troisième exemplaire pourrait appartenir à la catégorie des guerriers, mais des doutes subsistent. Il reste de nombreux fragments non attribuables aux trois exemplaires, comme un bouclier reconstitué, de nombreux fragments et un torse, qui laissent supposer que le nombre de guerriers devrait être plus élevé.
Initialement les divers fragments de bouclier de forme circulaire ont été attribués aux statues d'archers. Par la suite, le quillon d'une épée et les similitudes des décorations géométriques du bouclier avec des motifs analogues présents dans les bronzetti ont fait penser à la présence d'une ou plusieurs statues de guerriers,
La tête qui est en bon état de conservation montre le typique heaume cornu « a bustina », qui comme le heaume de l'archer devait probablement posséder les cornes typiques des bronzetti. De nombreux fragments de petits éléments cylindriques ont été retrouvés au cours des fouilles. Certaines de ces cornes une fois recomposées présentent de petites sphères dans leur partie terminale, comme dans certains bronzetti anthropomorphes (dans le cas des guerriers seulement et jamais des archers) ou zoomorphes.
La statue du guerrier la mieux conservée est l'une des pièces les plus intéressantes de l'ensemble. En plus du heaume cornu dont les cornes sont brisées, on distingue la présence d'une cuirasse à bandes verticales, courte dans sa partie postérieure mais robuste sur les épaules et plus développée sur le torse. En analogie avec les cuirasses visibles sur les bronzetti, les archéologues supposent que le corset était constitué de bandes en métal appliquées sur le cuir. Un panneau à franges décoré dépasse de la partie inférieure du corset.
Le bouclier est finement représenté avec un dessin à chevron qui rappelle les motifs géométriques de la pintadera et avec des sillons disposés en rayon convergeant vers l'Umbo. Le bronzetto de guerrier dont le type est le plus similaire à celui des statues de mont Prama est celui retrouvé à Senorbì.

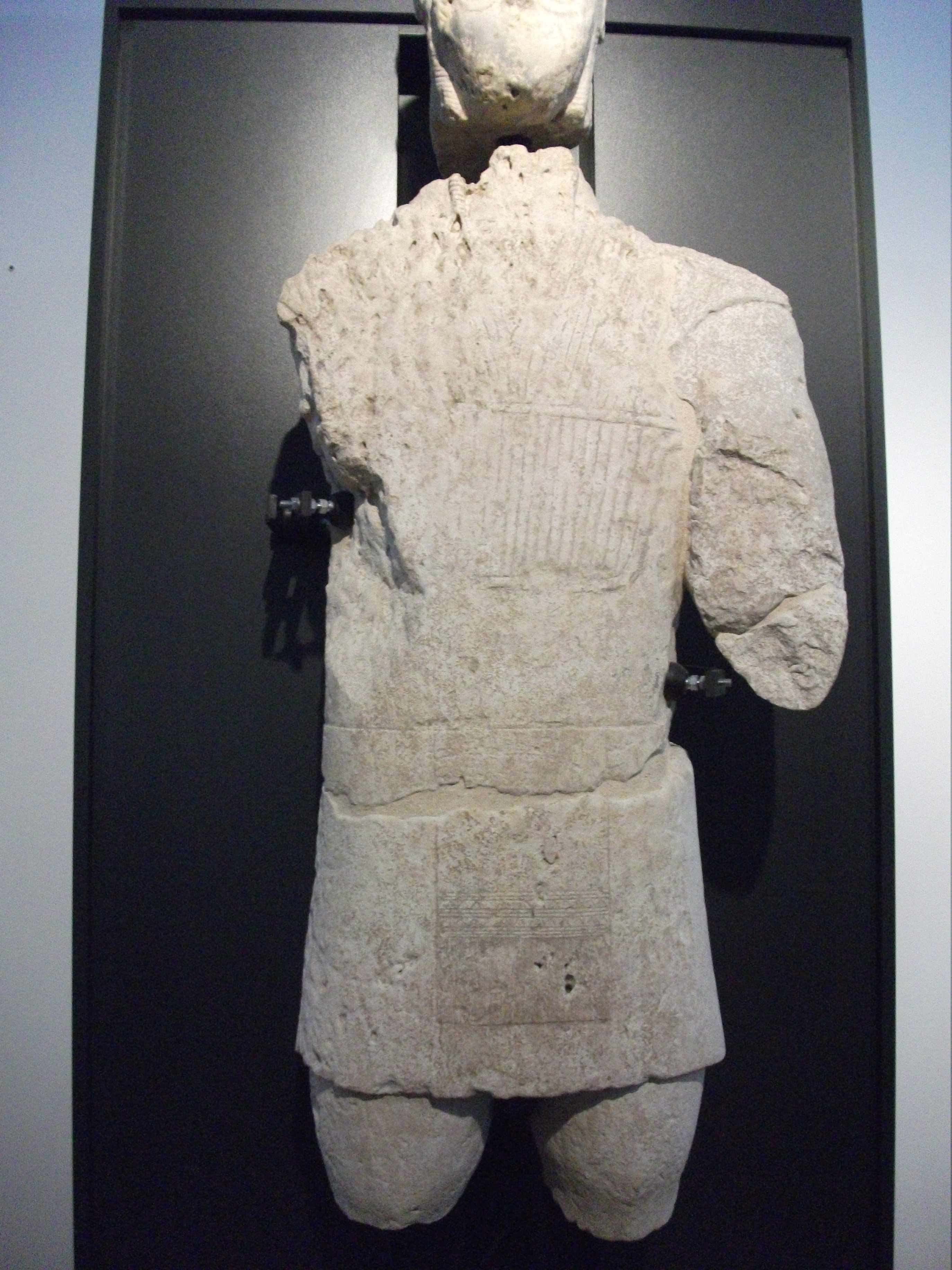
Cuirasse et ornements du guerrier
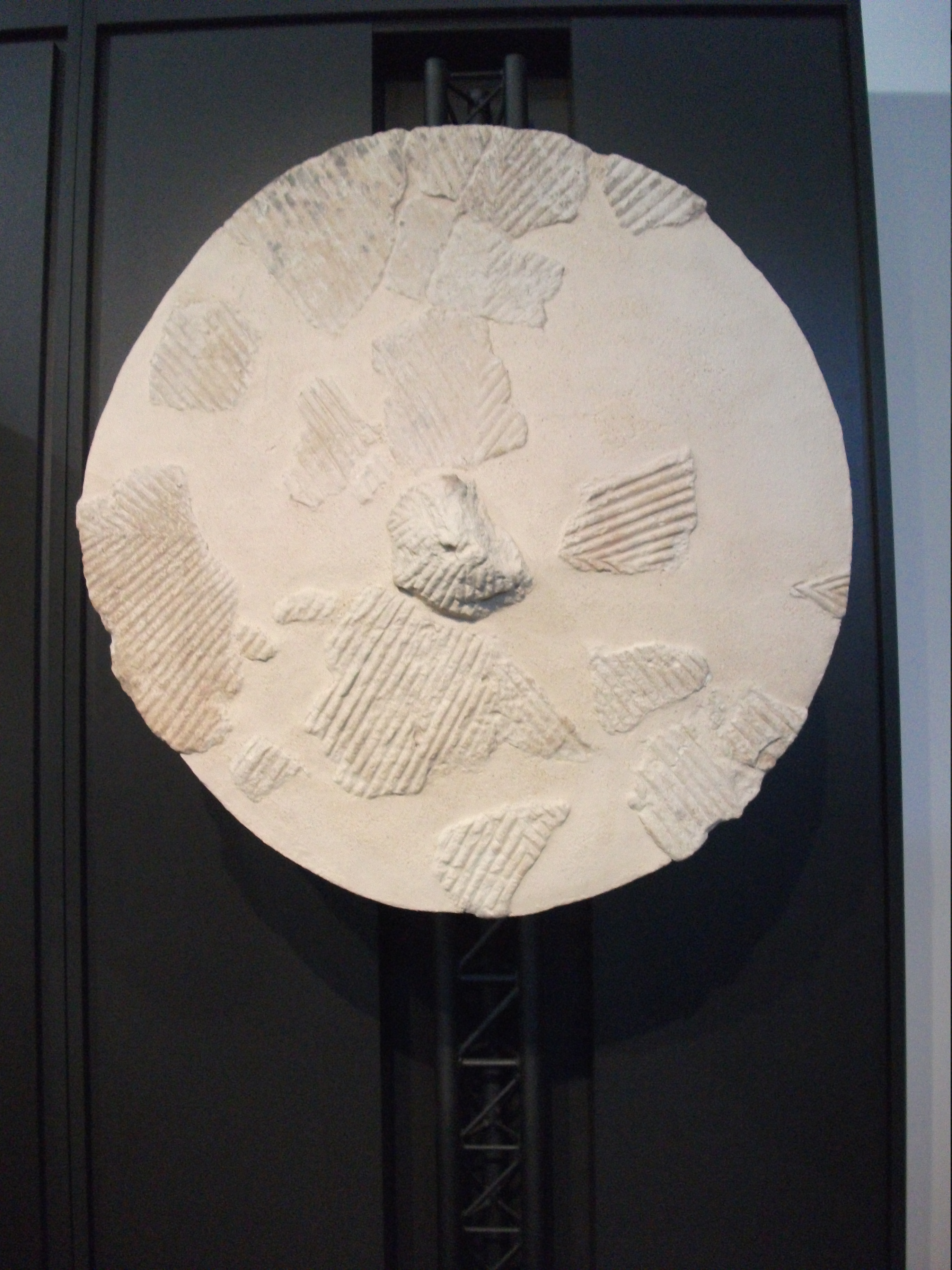
Bouclier de guerrier
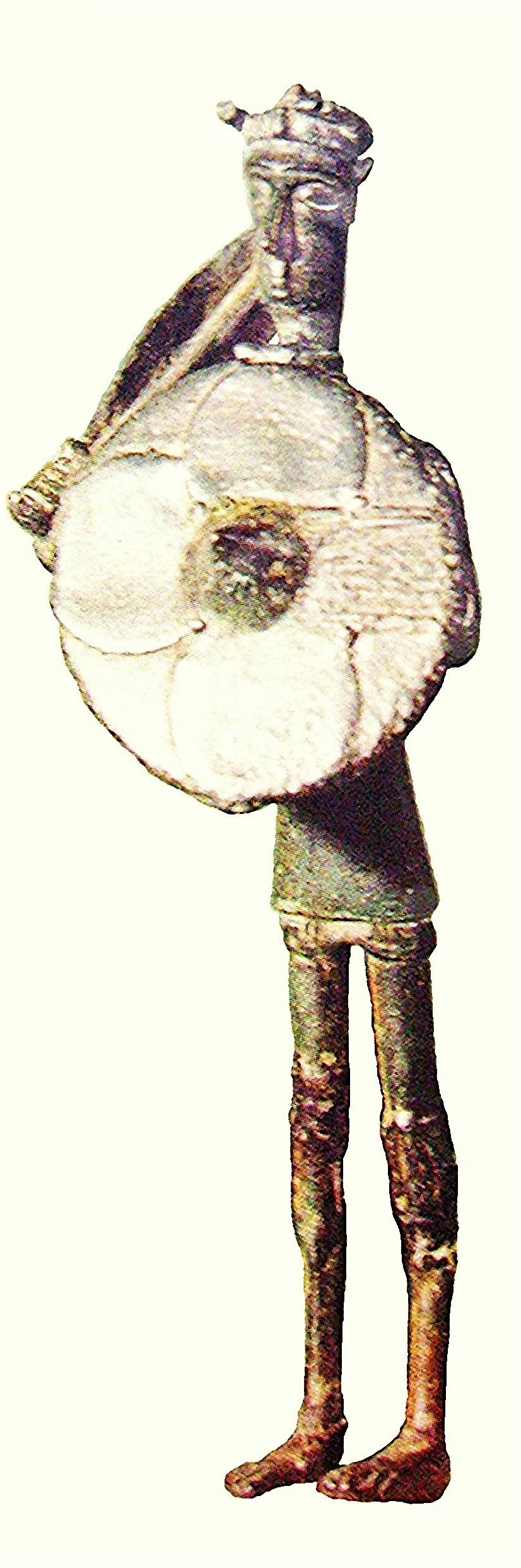
Bronzetto nuragique, guerrier avec bouclier et épée, musée archéologique de Cagliari.

#### Modèles de nuraghe

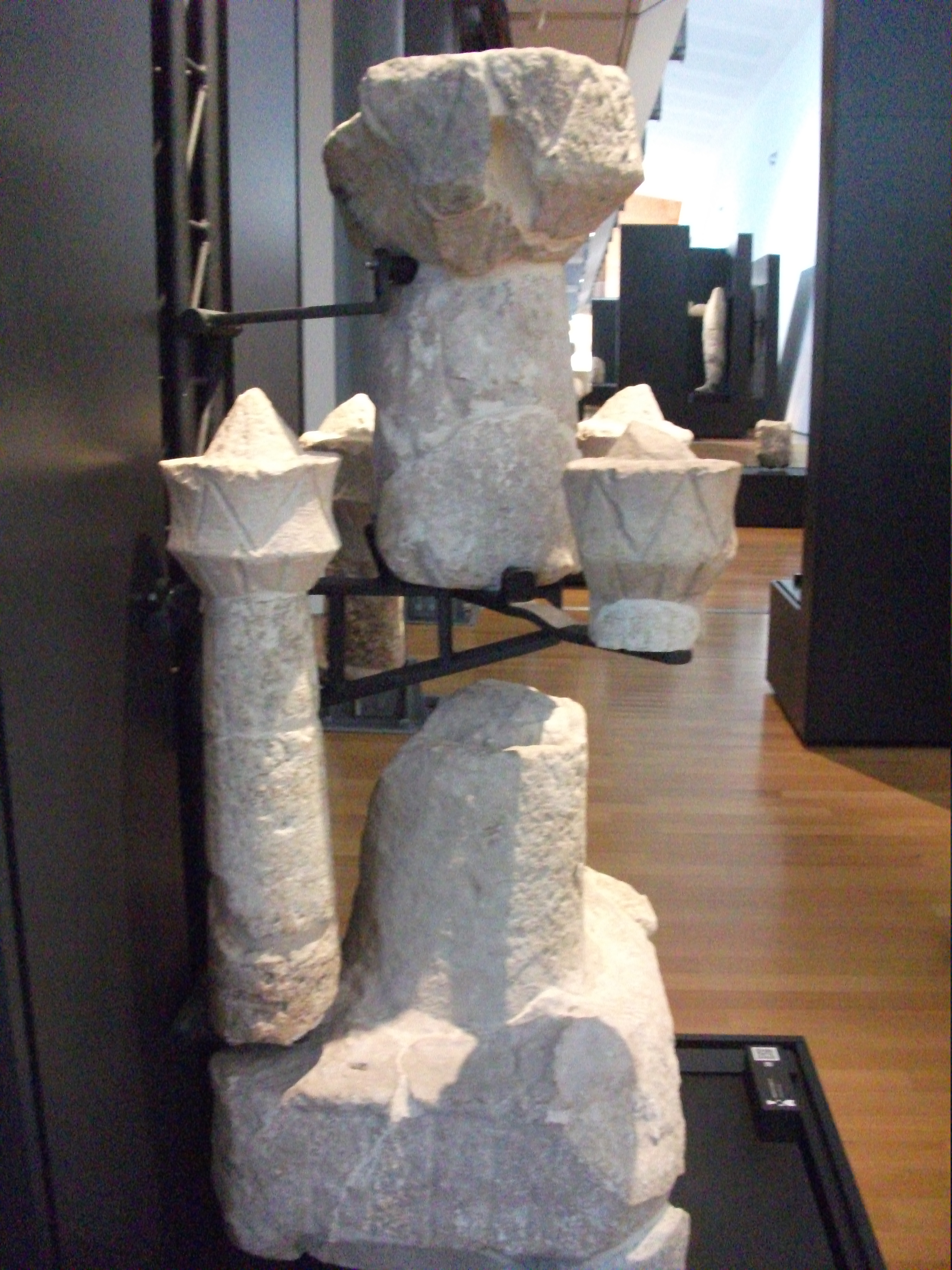
Exemplaire de nuraghe quadrilobe de Mont-Prama.

Le site du Mont-Prama est celui qui a permis la découverte du plus grand nombre de nuraghes. Le « modèle de nuraghe » définit une représentation à l'échelle des tours et châteaux nuragiques à des fins sacrées ou politiques. Copies des édifices réels, les modèles sont divisés en deux catégories, dans l'une les modèles de nuraghes complexes dotés d'une tour centrale entourée de bastions et quatre autres tours dites « quadrilobe », dans l'autre le modèle de nuraghe est plus simple car représentant des nuraghes avec une seule tour.
Au centre de restauration de Li Punti il a été possible de reconstituer à l'heure actuelle cinq modèles de nuraghes complexes et vingt simples. Les modèles de nuraghes trouvés à mont Prama se caractérisent par leurs importantes dimensions, atteignant 1,40 m de hauteur pour les quadrilobes, et de 13 cm à 70 cm de diamètre pour les monotours comportant parfois des solutions techniques originales. En effet, ces modèles uniques en Sardaigne sont constitués de différents éléments, par exemple le fût de la tour est uni à la partie constituant le sommet par l'intermédiaire d'un interstice dans lequel se trouve un axe assembleur en plomb.
De nombreuses exemplaires de nuraghes représentent fidèlement à leur sommet une sorte de terrasse. Une sorte de coupole conique est sculptée de façon à représenter la toiture de l'escalier d'accès à la terrasse,,. De nombreux éléments architectoniques des structures sont représentés par des incisions. Le parapet de la terrasse par exemple est représenté au moyen d'une rangée simple ou double de triangles gravés ou bien de traits verticaux semblables à ceux d'autres miniatures de nuraghes provenant d'autres sites archéologiques sardes, comme le haut-relief des nuraghes Cann'e Vadosu ou le petit modèle de la salle de réunions de Su Nuraxi à Barumini.
Les grands blocs soutenant la terrasse sont figurés dans les maquettes par l'intermédiaire de motifs décoratifs. Les corbeaux ainsi que leur fonction sont indiqués à l'aide d'incisions ou de rainures parallèles ; les blocs qui, dans les sites archéologiques correspondent aux parties les plus hautes et écroulées, confirment la correspondance parfaite des modèles avec l'architecture nuragique de l'âge du bronze moyen et récent.

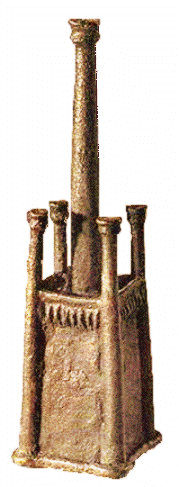
Modèle en bronze de « nuraghe quadrilobe» de Olmedo, Musée Sanna, Sassari.
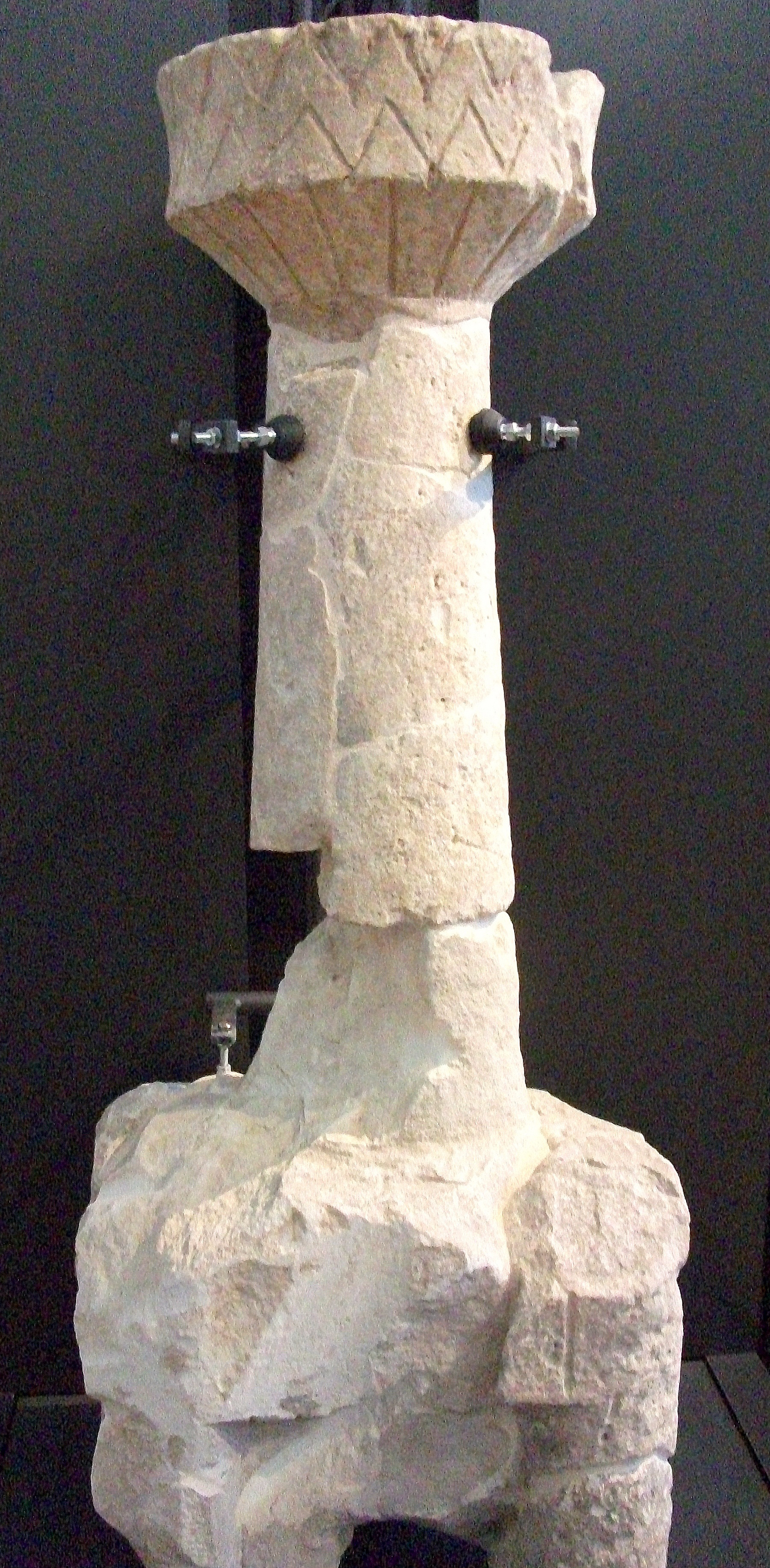
Exemplaire de nuraghe quadrilobe.
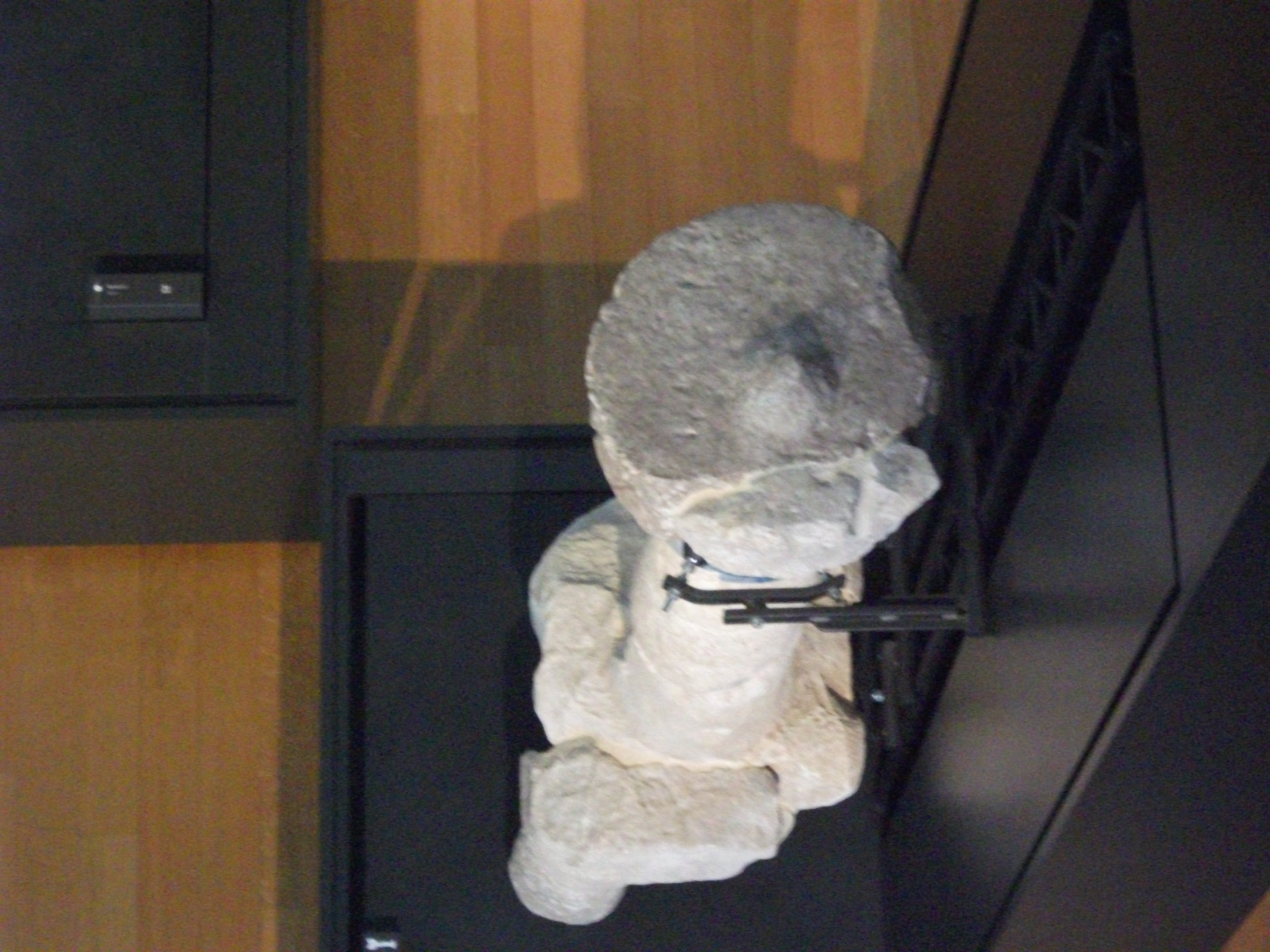
Sommet d'un modèle de nuraghe: détail de la coupole en relief.
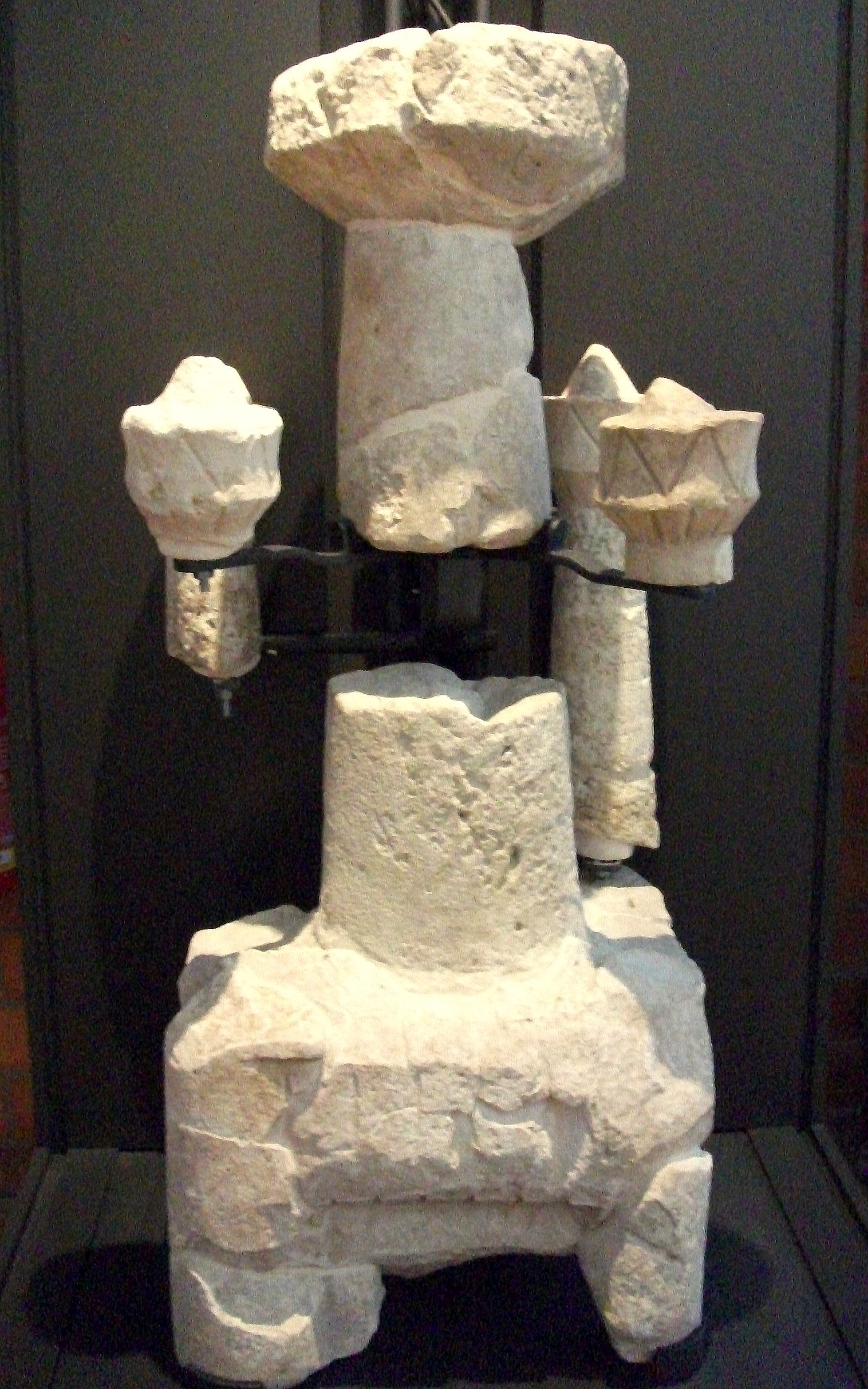
Modèle de nuraghe.

#### Bétyle «oragiana»
Le terme bétyle, de la langue hébraïque bet-el, c'est-à-dire « maison de Dieu » indique des pierres sacrées ayant une simple forme géométrique, privées de toute représentation. En analogie avec la signification religieuse en Orient, les érudits pensent que même pour les nuragiques ils représentaient probablement la maison du numen, ou le dieu même de façon abstraite et symbolique. Cet état de fait suggère la présence constante dans tous les lieux de culte de la civilisation nuragique, comme les sanctuaires de Su Romanzesu de Bitti et la tombe des géants.
Les bétyles sont classés en deux catégories : les bétyles coniques et les bétyles tronconiques.
Les bétyles tronconiques sont plus récents car ils s'apparentent aux tombes de géants en tant que œuvre isodome,,. Près de mont Prama ont été découverts des bétyles tronconiques avec des creux de type oraggiana (ou oragiana). Selon l'archéologue Giovanni Lilliu, de tels creux pourraient symboliser les yeux d'une divinité qui surveillait et protégeait les tombes,.
Les bétyles nuragiques sont de simples objets symboliques typiques de l'âge du bronze moyen et du bronze récent nuragique qui ont été sculptés à partir des XVIe et XIVe siècles av. J.-C. Leur présence dans la nécropole de mont Prama est expliquée par l'archéologue Giovanni Lilliu qui propose deux possibilités : les bétyles pourraient provenir d'une précédente tombe des géants détruite ou bien ils seraient des copies de pièces plus anciennes attestant de la volonté du peuple nuragique de respecter et de transmettre une tradition ancestrale,. Actuellement la double file de creux remarquée sur un bétyle de mont Prama qui n'a été vu sur aucun autre exemplaire en Sardaigne fait penser à une production propre à la nécropole et les archéologues pensent qu'ils ont été réalisés spécialement pour le site du mont Prama.

### Techniques de travail possibles

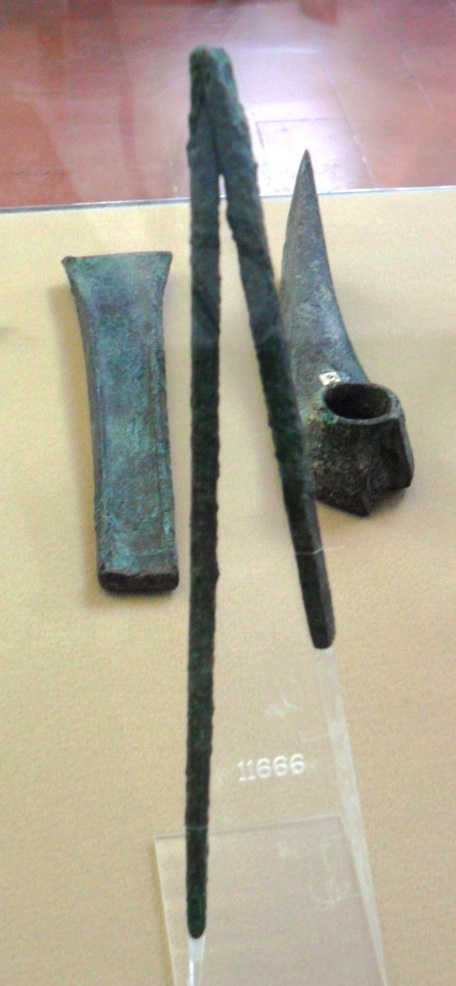
Compas nuragique, Musée Sanna, Sassari.

Les analyses effectuées par l'historien d'art Peter Rockwell ont mis en évidence l'utilisation de divers outils en métal, probablement en bronze :
- La subbia, un ciseau dont la lame possède diverses dimensions ;
- un grattoir utilisé afin d'égaliser les surfaces ;
- une « pointe sèche » servant à l'incision de lignes fines pour les détails ;
- une sorte de chignole pour percer des trous dans la pierre ;
- Le compas, réalisation de lignes circulaires (yeux par exemple)[note 5],[76] ;
- un ciseau, outil semblable à la subbia mais à bord dentelé, adapté à la sculpture sur marbre.

## Questionnements

### Questionnements stylistiques

#### Caractéristiques

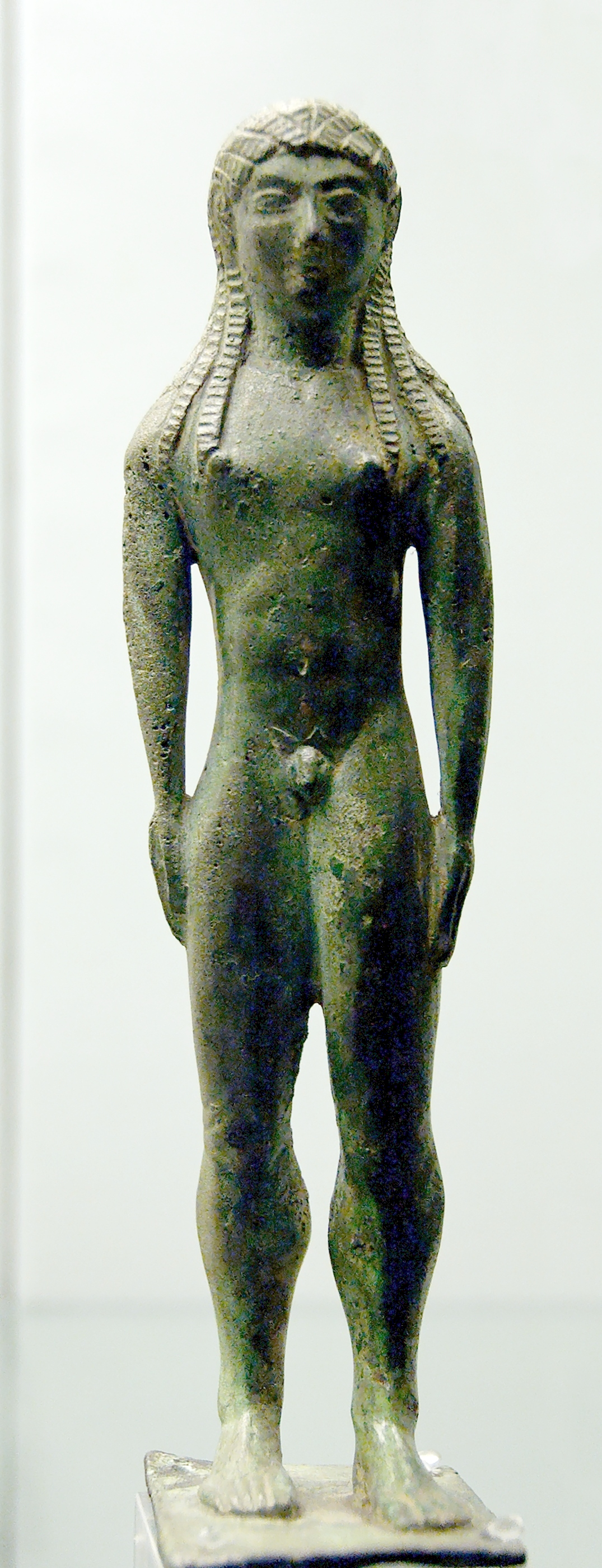
Jeune homme nu, les bras le long du corps, statuette votive étrusque, bronze, production de Chiusi, 550--530, British Museum.

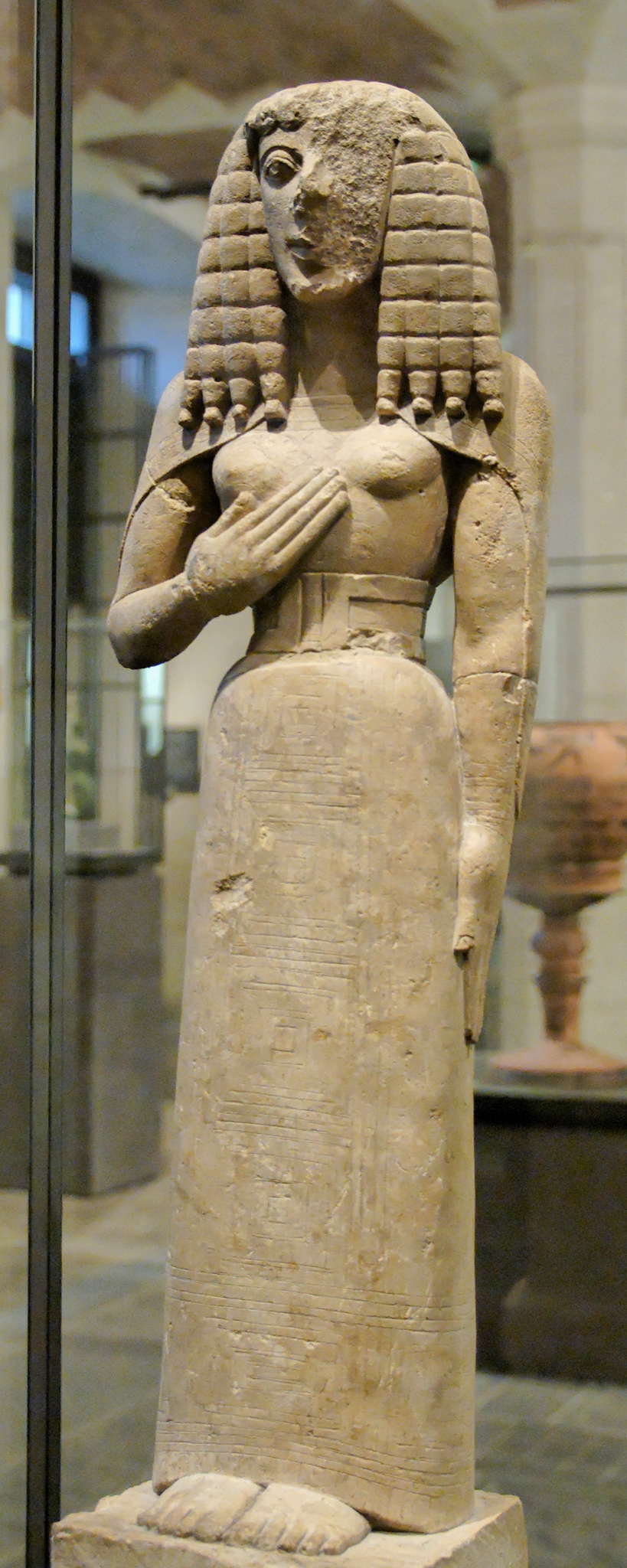
Dame d'Auxerre, musée du Louvre, style dédalique, Crète.

Les statues ont un style particulier de forme géométrique inspiré du style dédalique issu des sculptures crétoises du VIIe siècle av. J.-C. Le visage des statues est réalisé suivant le schéma du « T » typique des bronzetti sardes et des statues-stèles corses. L'arcade sourcilière et le nez sont fortement marqués, les yeux sont creusés et rendus de façon symbolique avec un double cercle concentrique. La bouche est réalisée avec un bref trait incisé, rectiligne ou angulaire. La hauteur des statues varie de 2 m à 2,5 m. Elles ont comme sujet des boxeurs, des archers et des guerriers tous en position debout et avec les jambes légèrement écartées. Les pieds sont bien définis et sont posés sur de solides bases quadrangulaires.
Les sculptures sont caractérisées par des détails décoratifs avec des motifs géométriques réalisés à chevron ou en zigzags, avec des lignes parallèles et cercles concentriques aux endroits où les artistes n'ont pas pu les réaliser en relief aussi bien pour les objets que pour diverses parties du corps.
Ainsi, par exemple, les tresses qui descendent aux bords du visage sont en relief mais les cheveux sont rendus à l'aide d'incisions à arête de poisson. Le brassard des archers est légèrement en relief tandis que les détails sont rendus à l'aide de dessins géométriques. Ces particularités prouvent que les bronzetti sardes sont les principales sources d'inspiration ayant servi comme modèles pour la réalisation des statues,. Les statues étaient probablement peintes à l'origine ; en effet, certaines comportent des traces de couleurs : un archer présente le torse peint en rouge tandis que des traces de couleur noire ont été décelées dans certains fragments.

#### Comparaisons méditerranéennes
Il est difficile de trouver des sculptures comparables dans la zone méditerranéenne.
L'archéologue Carlo Tronchetti parle de « concomitances et d'idéologies de style orientalisant » et en accord avec celui-ci, d'autres érudits comme Paolo Bernardini décèlent dans les sculptures des influences orientales avec des similitudes avec les sculptures étrusques archaïques. L'archéologue Brunilde Sismondo Ridgway pour sa part trouve des rapprochements dans la sculpture picéenne, daunienne, lunigiane du VIIIe – Ve siècle av. J.-C., du courant stylistique italique et naturalistique de la mer Égée.
Pour Giovanni Lilliu, les sculptures appartiennent au style artistique géométrique représenté dans les signes ornementaux reproduits avec des dessins gravés, inspirés directement des bronzetti sardes de style « Abini-Teti » ; ainsi selon cet archéologue il serait erroné d'assigner de telles statues à la période orientalisante, hormis peut-être pour la structure colossale du corps. Pour l'archéologue Marco Rendeli, les tentatives de comparaison entre les sculptures du Sinis et celle de la zone helléniste italique étrusque ont toutes abouti à des désillusions. L'approche juste consiste à les considérer comme un unicum, produit de l'interaction entre artisans du Levant et donneur d'ordre nuragique. Une telle unicité trouve sa confirmation en particulier dans les tombes à pozzetto de la nécropole, qui ne peuvent être comparées en aucune façon à celles d'autres sites tant dans le bassin occidental de la Méditerranée qu'en Méditerranée orientale.

#### Autres cas de sculptures en Sardaigne

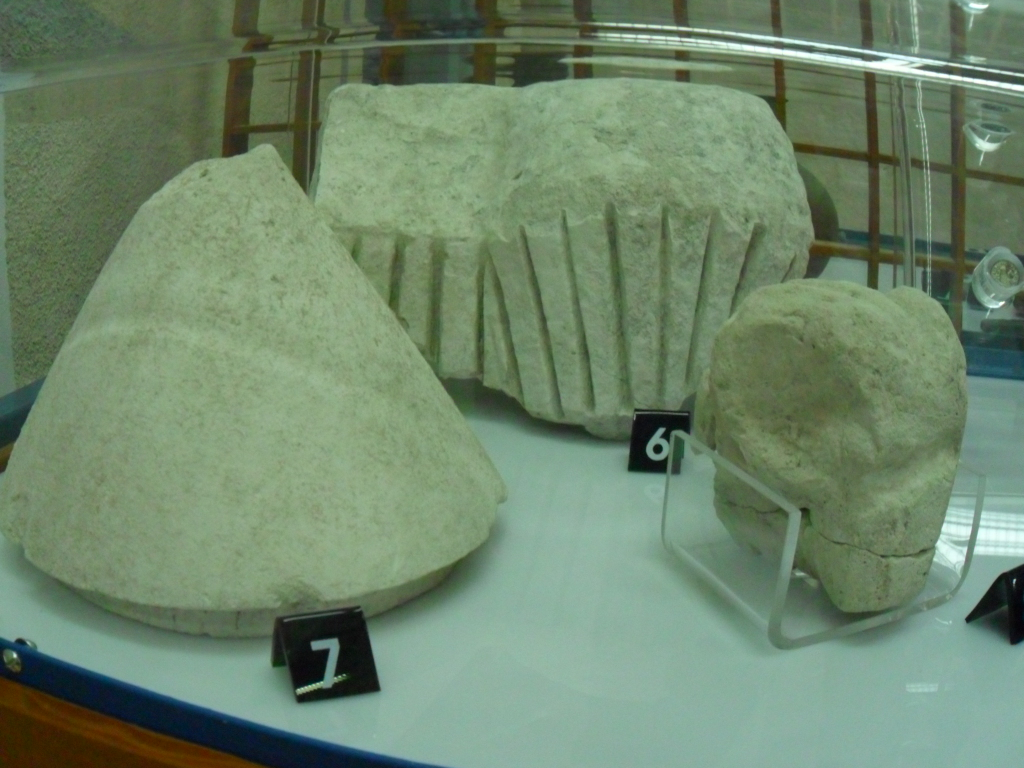
Fragments de sculpture, puits sacré Irru, Nulvi. Au premier plan un protomé de bélier et fragments de modèles de nuraghes, musée de Perfugas.

La date et le contexte de sculpture de ces pièces archéologiques sont souvent inconnus. C'est le cas de celles de Viddalba, Ossi, ces dernières conservées au musée archéologique et ethnographique G.A. Sanna de Sassari, et Bulzi, desquelles même la provenance exacte est inconnue. Leur particularité est d'avoir un style « à mi-chemin » entre le bétyle et la statue. Le heaume pointu à crête rappelle les bronzetti et en particulier l'archer de Serri et l'archer cuirassé trouvé au temple de megaron de Domu 'e Urxia. Les statues sont sculptées sur de la pierre calcaire, le visage de forme typique « T » avec deux trous percés représentant les yeux. Le heaume à crête avec une visière frontale est doté de deux encoches dans lesquelles étaient encastrées les cornes en pierre calcaire dont il reste des morceaux. Si la crête rappelle les heaumes des bronzetti nuragiques, les encoches dans laquelle étaient fixés les cornes sont des caractéristiques particulières communes aux statues-menhirs de Cauria et Filitosa en Corse, datées du XIIIe siècle av. J.-C. et attribuées à la civilisation nuragique torréenne, strictement apparentée avec la civilisation nuragique.
Selon le chercheur Paolo Bernardini, c'est à San Giovanni Suergiu, en Sardaigne méridionale, qu'apparaît de nouveau la sculpture monumentale, probablement en relation avec une nécropole. Dans ce site, une fouille de la surface a permis de récupérer parmi les pierres accumulées lors du défrichement des champs, une tête humaine en pierre surmontée d'un couvre-chef haut et incurvé orné de défenses d'animaux. Les traits du visage, très abîmé, montrent encore un œil représenté par le double cercle identique à ceux des géants du mont Prama, ainsi que le menton fortement pointu. D'autres fragments semblent appartenir à un torse humain barré d'une bandoulière ainsi que l'image d'une petite palme sculptée en relief et partiellement peinte en rouge.

### Problème de datation

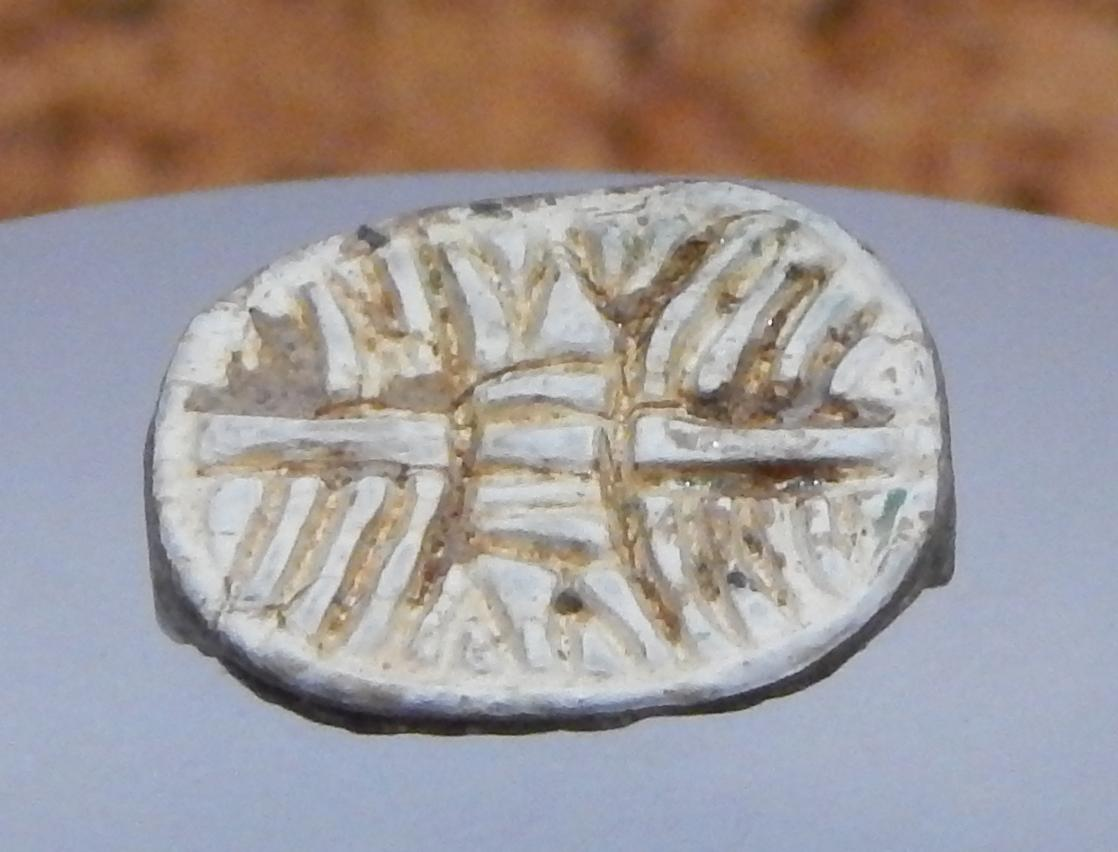
Scarabéidé de Mont-Prama.

La datation des statues fait encore l'objet d'un débat alimenté par les difficultés relatives à leur date de réalisation ainsi qu'à celle de leur destruction.
La première interrogation concerne la localisation originale des statues. Les statues étaient-elles situées originellement au-dessus de la nécropole ou appartenaient-elles à un autre temple situé ailleurs ? Des spécialistes soutiennent que les statues ont été sculptées afin de créer une nécropole monumentale et donc placées au-dessus des tombes,. Les contradicteurs soutiennent qu'il n'existe aucune preuve attestant cette hypothèse et que les statues pourraient provenir d'un autre temple datant de l'âge du Bronze final, probablement le temple du « Sardus Pater »,.
Le deuxième problème est d'ordre général car les pièces archéologiques sont rares, les céramiques peu nombreuses et le peu de fragments retrouvé lors des premières fouilles datent du IXe siècleavant notre ère.
Les tombes sont en grande partie sans mobilier funéraire, la seule exception est la no 25 où a été retrouvé un bousier sacré « scarabéidé » du type Hyksôs. Ce type de scarabées a commencé à être produit au cours la Deuxième Période intermédiaire égyptienne, se poursuivant jusqu'au Nouvel Empire, et en particulier au cours de la XXe dynastie.
Le « scarabéidé de Mont-Prama » est identique à un objet provenant du site syrien de Tell el-Farah ainsi que d'un autre palestinien de Tel el-Ajjul, ce dernier représentant Sharouhen. Néanmoins le plus récent bousier sacré dont le type est semblable par la forme mais diffère par le dessin, a été retrouvé près de Tyr et daterait du VIIIe siècle. Il faut toutefois souligner la fragilité de ce critère pour la datation des sites du bousier sacré, car ces objets manufacturés ont pu être employés pendant un millénaire, comme cela a été démontré en diverses occasions,. L'archéologue effectue la comparaison entre le scarabée de mont Prama et celui de Tyr,,. La fibule en bronze découverte parmi les fragments des statues semble confirmer comme datation la première moitié du VIIIe siècle.
Les pigments de couleur apparaissant sur les surfaces des pièces, analysées par le laboratoire du centre de restauration de Li Punti, sont d'origine animale. Bien que le matériel biologique puisse être daté avec la technique du carbone 14, les quantités disponibles sont insuffisantes pour effectuer ce type d'analyse. Néanmoins le type de colorisation ne semble pas fortuite et permet d'affirmer que les sculptures étaient peintes à l'origine.
Un autre problème d'ordre général est constitué par la relation entre les grandes statues et les bronzetti sardes, pour la datation desquels un débat de spécialistes perdure car de nombreux érudits soutiennent que la production de tels bronzetti a débuté entre le XIIe et le XIe siècle av. J.-C.,. Vu l'étroite ressemblance entre les bronzetti et les statues, le dilemme concernant la datation des statues est apparu. En effet, si les statues ont servi comme modèles aux bronzetti, elles seraient plus anciennes et, a contrario, si les statues se sont inspirées des bronzetti, ce serait l'inverse.
La date de destruction des statues et la date de formation de la décharge est déterminée par la présence d'un fragment d'amphore punique en dessous d'un buste d'archer datable avec certitude du IVe siècle. Le fragment de céramique punique constitue pourtant la limite chronologique ante quem non. À proximité de la nuraghe s'Uraki, dans le puits sacré de Banatou, à Narbolia, un fragment de statue a été retrouvé avec des statues votives puniques et des céramiques mixtes puniques et nuragiques. Malheureusement, le déroulement désordonné des fouilles n'a pas permis une datation fiable de la pièce archéologique.

### Aspects idéologiques de l'ensemble monumental

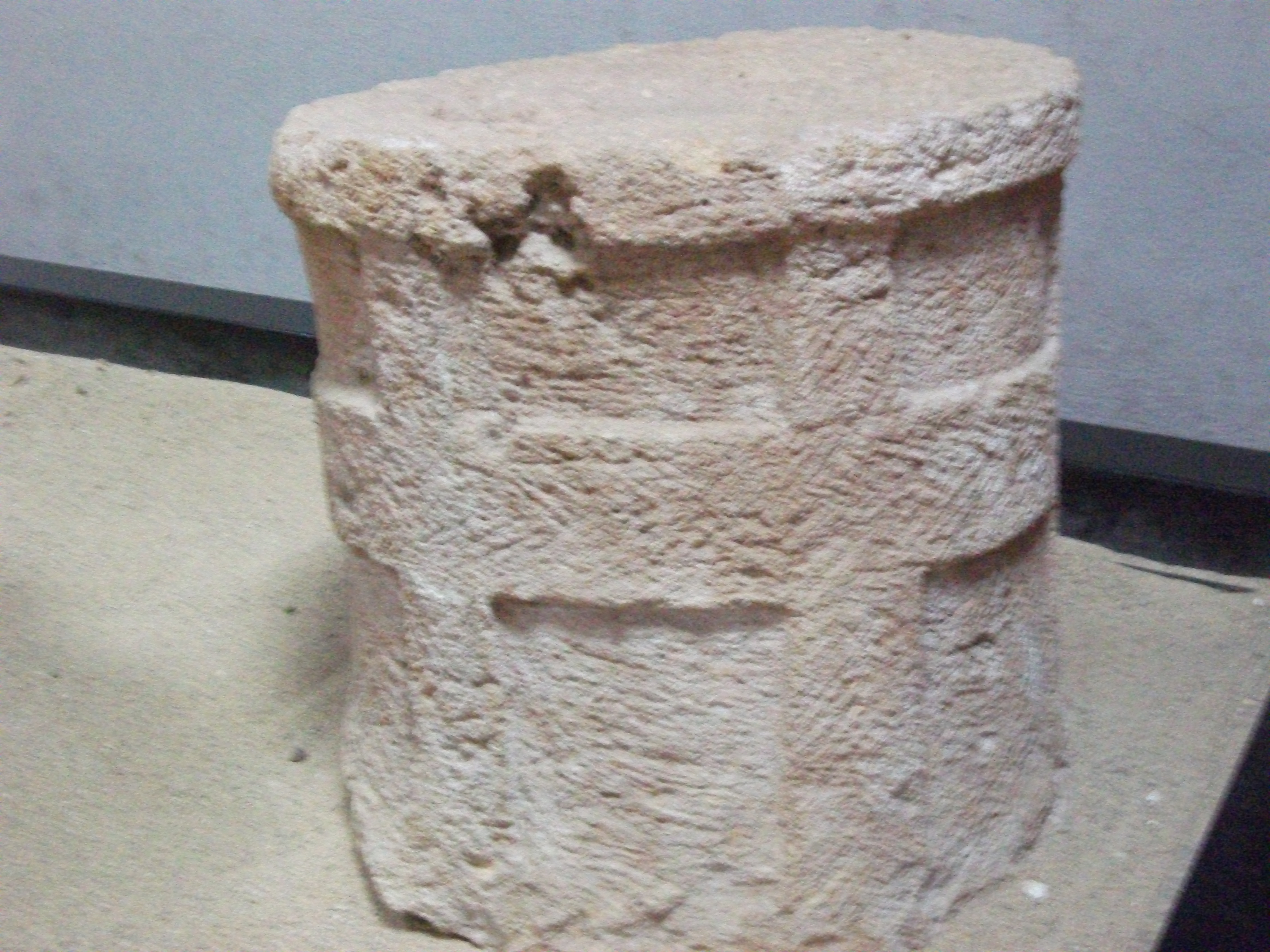
Autel ou trône de la chambre du conseil, Complexe nuragique de Palmavera, Sassari, Musée Sanna.

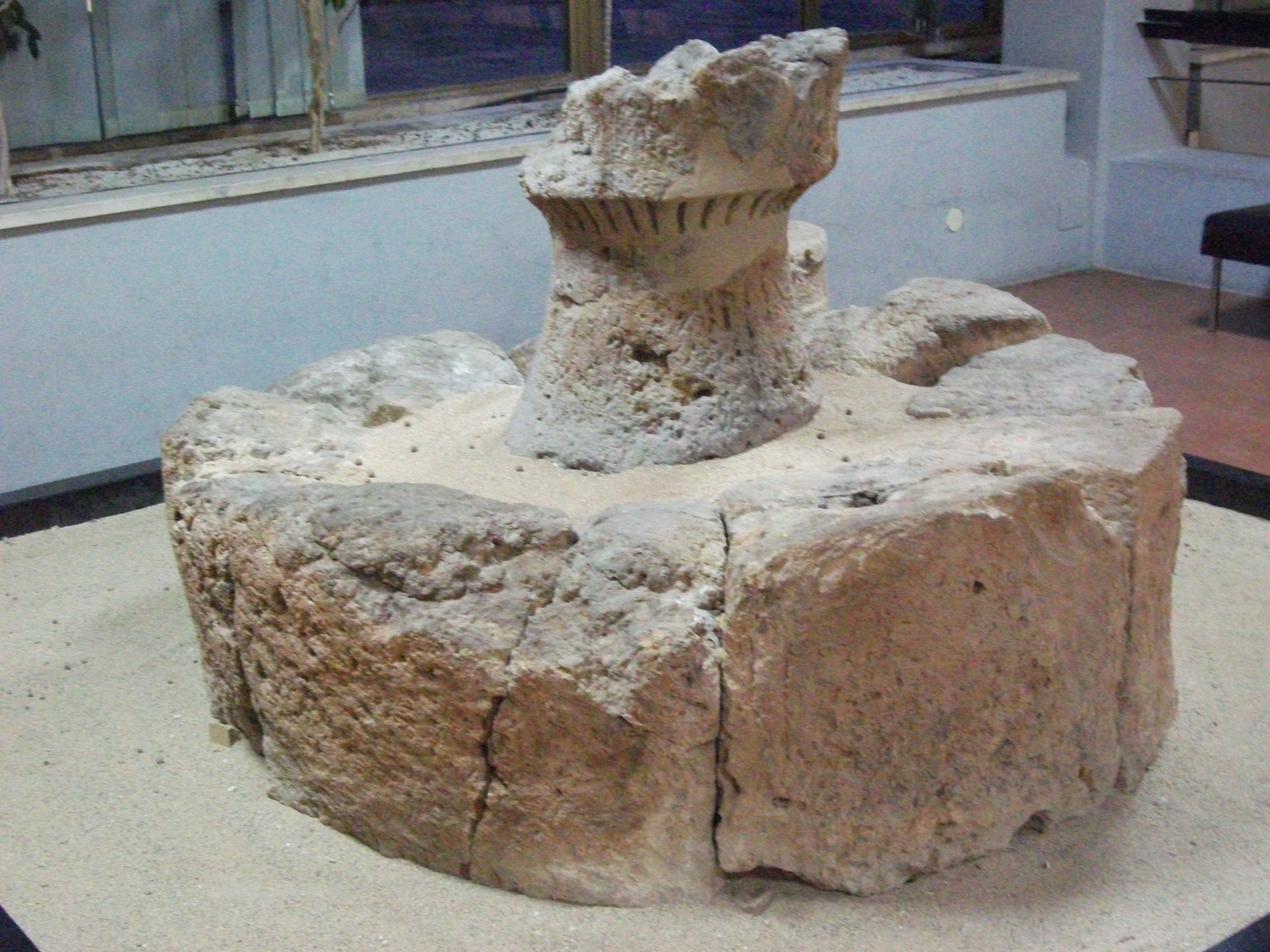
Chambre du conseil, complexe nuragique de Palmavera, modèle de nuraghe, Sassari, Musée Sanna.

En général, tous les spécialistes voient dans le complexe de mont Prama l'auto-célébration d'une élite aristocratique nuragique et de ses idéaux guerriers et héroïques. La localisation stratégique du site, à proximité du golfe d'Oristano, avait pour but d'exhiber aux étrangers, en particulier aux Phéniciens de Sardaigne, cette vitrine de la domination et du pouvoir des dirigeants sur l'île. La présence des petits modèles de nuraghes en relation avec les statues est à interpréter comme une affirmation de l'identité nuragique et comme un symbole sacré.
Comme symbole d'identité, les divers modèles de nuraghes sculptés vers le Xe siècle av. J.-C. seraient de véritables totems du monde nuragique ainsi qu'un symbole de pouvoir au même titre que les statues sculptées. En effet, les modèles de nuraghes sont présents dans les grandes salles conciliaires de nombreuses nuraghes comme su Nuraxi à Barumini.
Comme symbole sacré, ils pourraient avoir possédé un rôle de tutelle des morts de la nécropole ou simplement une fonction rituelle grâce à leur présence en tant qu'autels dans les grands sanctuaires,.
La dualité sacrée et politique, la représentation de nuraghes comme objets de la vie quotidienne sous forme de boutons, lissoirs ou autres, attestent un véritable culte pour les nuraghes.
S'il existe bien un consensus général concernant l'idéologie, ce n'est pas le cas en ce qui concerne les implications politiques et les influences artistiques.
En ce qui concerne les implications politiques, certains spécialistes voient dans le grand nombre de boxeurs, par rapport au nombre restreint de guerriers, un signe de la décadence militaire et politique nuragique causée en partie par la fondation des centres phéniciens de Sardaigne. Cet état de fait serait confirmé par l'importation et l'adoption de modèles idéologiques et l’installation des statues de la période orientalisante, qui au cours du VIIIe siècle av. J.-C. se propagent dans tout le bassin méditerranéen,,.
Les recherches les plus récentes (2012) ont toutefois démontré que les théories qui font coïncider la fin du monde nuragique à l'arrivée des Phéniciens et leur colonisation de la Sardaigne sont dépassées. En effet, les Phéniciens du IXe siècle av. J.-C. arrivés en Sardaigne étaient peu nombreux et disséminés le long des côtes, avec une tendance à collaborer avec les peuples nuragiques qui étaient au summum de leur civilisation et qui continuaient à gérer les ports et les ressources économiques de l'île. Pour l'archéologue Giovanni Lilliu les statues n'ont pas été érigées dans une période de décadence politique mais au cours d'une période de grande révolution aristocratique économique et politique pendant laquelle les sculptures étaient le reflet d'une condition politique indépendante et souveraine. En outre le style géométrique « Abini-Teti » exclut l'installation des statues dans l'idéologie et la période orientalisante reconnaissable uniquement dans les statuettes en bronze du VIIe siècle av. J.-C.,. Il est donc juste de parler d'un « filon artistique proto-sarde oriental », mais pas d'un filon proto-sarde orientalisant. Pour Giovanni Lilliu, les statues sculptées du mont Prama appartiennent à un climax artistique et politique indigène presque urbain. Toutes ces différences d'interprétation sont largement provoquées par l'impossibilité d'établir une chronologie indiscutable de l'histoire nuragique.

## Candidature au patrimoine de l'UNESCO
L'ensemble est inclus dans les 31 sites sardes qui sont candidats pour entrer dans la liste du patrimoine mondial de l'UNESCO,.

## Projet contemporain
Au mois de mai 2021 le Mibact entame la procedure d'acquisition de la zone de Mont'e Prama afin de réaliser « Sur la terre des Géants, un centre archéologique de classe mondiale ».